# Sparta Rotterdam in het seizoen 2022/23
Het seizoen 2022/23 is het 68ste seizoen van de Rotterdamse betaaldvoetbalclub Sparta Rotterdam sinds de invoering van het betaald voetbal in 1954. De club komt voor een vierde achtereenvolgend seizoen uit in de Eredivisie. Het werd in de tweede ronde van de KNVB Beker uitgeschakeld door PSV.

## Verloop
Sparta Rotterdam begon eind juni met de voorbereiding. De club boekte grote zeges op amateurteams voordat de selectie tussen 11 en 15 juli ging op trainingskamp ging in Overijssel, waar oefenwedstrijden tegen Quick '20 en Heracles Almelo gewonnen werden. In acht wedstrijden in het voorseizoen incasseerde Sparta Rotterdam slechts drie tegendoelpunten en ging het enkel onderuit tegen Beerschot VA. De club beleefde een drukke transferzomer; onder anderen Jonathan de Guzman, Joshua Kitolano, Tobias Lauritsen, Nick Olij en Koki Saito werden aangetrokken, terwijl onder anderen Tom Beugelsdijk, Maduka Okoye en Lennart Thy vertrokken.
Na een doelpuntloze openingswedstrijd op bezoek bij sc Heerenveen verloor Sparta Rotterdam in de eerste zes speelronden van de Eredivisie van AZ, Ajax en Feyenoord, maar wist het wel van Go Ahead Eagles en FC Volendam te winnen. Tot aan de winterstop verloor Sparta Rotterdam vervolgens alleen nog maar uit tegen FC Utrecht en werd er onder meer met 4–0 op bezoek bij Vitesse gewonnen. De winterstop duurde van 12 november tot 6 januari. In deze periode speelde de club vijf oefenwedstrijden, waaronder tegen Spezia op het trainingskamp dat tussen 12 en 18 december plaatsvond in Alicante. Op 15 december 2022 werd het contract van technisch directeur Gerard Nijkamp verlengd tot 2027.
In de winterse transferperiode werden Pedro Alemañ, Elias Hoff Melkersen en Rick Meissen gehaald en vertrokken Mario Engels, Jason Lokilo, Omar Rekik en Sven Mijnans. Bij de start van de tweede seizoenshelft werd Sparta Rotterdam in de beker in eigen huis uitgeschakeld door PSV, maar in de competitie pakte het knap een punt op bezoek bij PSV en won het in de slotfase voor het eerst in zestien jaar de Rotterdamse derby tegen Excelsior Rotterdam. Halverwege de competitie stond Sparta Rotterdam op de zesde plaats met 37 punten, het hoogste puntenaantal halverwege de competitie sinds 1973. In de zes daaropvolgende wedstrijden wist Sparta Rotterdam slechts drie keer te scoren en één keer te winnen.

## Selectie
| Nat.                | Naam                 | Geb.dat.   | Competitie | Competitie | Beker      | Beker      | Totaal     | Totaal     | Vorige club                | Seizoen    | Contract   |
| Nat.                | Naam                 | Geb.dat.   | W          | Goal       | W          | Goal       | W          | Goal       | Vorige club                | Seizoen    | Contract   |
| Doelmannen          | Doelmannen           | Doelmannen | Doelmannen | Doelmannen | Doelmannen | Doelmannen | Doelmannen | Doelmannen | Doelmannen                 | Doelmannen | Doelmannen |
| ------------------- | -------------------- | ---------- | ---------- | ---------- | ---------- | ---------- | ---------- | ---------- | -------------------------- | ---------- | ---------- |
| Vlag van Nederland  | Tim Coremans         | 10/04/1991 | 0          | 0          | 0          | 0          | 0          | 0          | ADO Den Haag               | 5e         | 2023       |
| Vlag van Nederland  | Delano van Crooij    | 05/03/1991 | 0          | 0          | 1          | 0          | 1          | 0          | VVV-Venlo                  | 1e         | 2023       |
| Vlag van Nederland  | Nick Olij            | 01/08/1995 | 21         | 0          | 1          | 0          | 22         | 0          | NAC Breda                  | 1e         | 2026       |
| Vlag van Nederland  | Youri Schoonderwaldt | 13/03/2000 | 2          | 0          | 0          | 0          | 2          | 0          | ADO Den Haag               | 1e         | 2023       |
| Verdedigers         |                      |            |            |            |            |            |            |            |                            |            |            |
| Vlag van Nederland  | Dirk Abels           | 13/06/1997 | 16         | 1          | 0          | 0          | 16         | 1          | PSV                        | 4e         | 2023       |
| Vlag van Nederland  | Adil Auassar         | 06/10/1986 | 22         | 0          | 2          | 0          | 22         | 0          | Roda JC Kerkrade           | 5e         | 2023       |
| Vlag van Nederland  | Mike Eerdhuijzen     | 13/07/2000 | 15         | 0          | 2          | 0          | 17         | 0          | FC Volendam                | 1e         | 2025       |
| Vlag van Nederland  | Aaron Meijers        | 28/10/1987 | 5          | 0          | 1          | 0          | 6          | 0          | ADO Den Haag               | 3e         | 2023       |
| Vlag van Nederland  | Rick Meissen         | 24/02/2002 | 1          | 0          | 0          | 0          | 1          | 0          | FC Utrecht                 | 1e         | 2026       |
| Vlag van Luxemburg  | Mica Pinto           | 04/06/1993 | 24         | 0          | 1          | 0          | 25         | 0          | Fortuna Sittard            | 4e         | 2023       |
| Vlag van Tunesië    | Omar Rekik           | 20/12/2001 | 6          | 0          | 0          | 0          | 6          | 0          | Arsenal FC (gehuurd van)   | 1e         | 2023       |
| Vlag van Nederland  | Shurandy Sambo       | 19/08/2001 | 20         | 0          | 2          | 0          | 22         | 0          | PSV (gehuurd van)          | 1e         | 2023       |
| Vlag van Nederland  | Bart Vriends         | 09/05/1991 | 21         | 1          | 1          | 0          | 22         | 1          | Go Ahead Eagles            | 7e         | 2024       |
| Middenvelders       |                      |            |            |            |            |            |            |            |                            |            |            |
| Vlag van Spanje     | Pedro Alemañ         | 21/03/2002 | 1          | 0          | 0          | 0          | 1          | 0          | Valencia CF                | 1e         | 2025       |
| Vlag van Nederland  | Jonathan de Guzman   | 13/09/1987 | 16         | 1          | 0          | 0          | 16         | 1          | OFI Kreta                  | 1e         | 2023       |
| Vlag van Noorwegen  | Joshua Kitolano      | 03/08/2001 | 23         | 2          | 1          | 0          | 24         | 2          | Odds BK                    | 1e         | 2026       |
| Vlag van Nederland  | Sven Mijnans         | 09/03/2000 | 19         | 3          | 2          | 0          | 21         | 3          | eigen jeugd                | 5e         | 2024       |
| Vlag van Nederland  | Jeremy van Mullem    | 18/03/1999 | 19         | 0          | 2          | 0          | 21         | 0          | SSV Jeddeloh               | 3e         | 2024       |
| Vlag van België     | Arno Verschueren     | 08/04/1997 | 20         | 6          | 2          | 1          | 22         | 7          | Lommel SK                  | 2e         | 2025       |
| Aanvallers          |                      |            |            |            |            |            |            |            |                            |            |            |
| Vlag van Nederland  | Patrick Brouwer      | 19/03/2001 | 1          | 0          | 1          | 0          | 2          | 0          | eigen jeugd                | 1e         | 2024       |
| Vlag van Canada     | Charles-Andreas Brym | 08/08/1998 | 2          | 0          | 0          | 0          | 2          | 0          | FC Eindhoven               | 1e         | 2025       |
| Vlag van Nederland  | Vito van Crooij      | 29/01/1996 | 23         | 8          | 2          | 0          | 25         | 8          | VVV-Venlo                  | 2e         | 2024       |
| Vlag van Duitsland  | Mario Engels         | 22/10/1993 | 9          | 1          | 1          | 0          | 10         | 1          | SV Sandhausen              | 3e         | 2023       |
| Vlag van Noorwegen  | Tobias Lauritsen     | 30/08/1997 | 23         | 7          | 2          | 2          | 25         | 9          | Odds BK                    | 1e         | 2025       |
| Vlag van België     | Jason Lokilo         | 17/09/1998 | 7          | 0          | 1          | 1          | 8          | 1          | Górnik Łęczna              | 1e         | 2024       |
| Vlag van Noorwegen  | Elias Hoff Melkersen | 31/12/2002 | 2          | 0          | 0          | 0          | 2          | 0          | Hibernian FC (gehuurd van) | 1e         | 2023       |
| Vlag van Denemarken | Younes Namli         | 20/06/1994 | 16         | 0          | 0          | 0          | 16         | 0          | FK Krasnodar               | 2e         | 2023       |
| Vlag van Curaçao    | Rayvien Rosario      | 11/04/2004 | 1          | 0          | 0          | 0          | 1          | 0          | eigen jeugd                | 1e         |            |
| Vlag van Japan      | Koki Saito           | 10/08/2001 | 15         | 1          | 2          | 0          | 17         | 1          | Lommel SK (gehuurd van)    | 1e         | 2023       |
| Vlag van Marokko    | Mohammed Tahiri      | 22/01/2001 | 2          | 0          | 2          | 0          | 4          | 0          | eigen jeugd                | 1e         | 2023       |

### Technische en medische staf
| Nat.               | Naam             | Functie           | Sinds           | Vorige club     |                 |
| Technische staf    | Technische staf  | Technische staf   | Technische staf | Technische staf | Technische staf |
| ------------------ | ---------------- | ----------------- | --------------- | --------------- | --------------- |
| Vlag van Nederland | Maurice Steijn   | Hoofdtrainer      | 2022            | NAC Breda       |                 |
| Vlag van Marokko   | Nourdin Boukhari | Assistent-trainer | 2021            |                 |                 |
| Vlag van Nederland | Jeroen Rijsdijk  | Assistent-trainer | 2022            | Almere City     |                 |
| Vlag van Nederland | Frank Kooiman    | Keeperstrainer    | 2010            |                 |                 |
| Vlag van Nederland | Simon Knops      | Clubarts          |                 |                 |                 |
| Vlag van Nederland | Danny Sprangers  | Teammanager       |                 |                 |                 |
| Vlag van Nederland | Wesly Lisboa     | Videoanalist      |                 |                 |                 |

## Transfers
Inkomend
| Nat.                | Naam                 | Pos.  | Van           | Soort transfer    | Ref.   |
| Zomer               | Zomer                | Zomer | Zomer         | Zomer             | Zomer  |
| ------------------- | -------------------- | ----- | ------------- | ----------------- | ------ |
| Vlag van Canada     | Charles-Andreas Brym | AV    | FC Eindhoven  | Definitief        | [ 5 ]  |
| Vlag van Nederland  | Mike Eerdhuijzen     | VD    | FC Volendam   | Definitief        | [ 6 ]  |
| Vlag van Noorwegen  | Joshua Kitolano      | MV    | Odds BK       | Definitief        | [ 7 ]  |
| Vlag van Noorwegen  | Tobias Lauritsen     | AV    | Odds BK       | Definitief        | [ 7 ]  |
| Vlag van België     | Jason Lokilo         | AV    | Górnik Łęczna | Definitief        | [ 8 ]  |
| Vlag van Nederland  | Nick Olij            | DM    | NAC Breda     | Definitief        | [ 9 ]  |
| Vlag van Nederland  | Youri Schoonderwaldt | DM    | ADO Den Haag  | Definitief        | [ 10 ] |
| Vlag van België     | Arno Verschueren     | MV    | Lommel SK     | Definitief        | [ 11 ] |
| Vlag van Nederland  | Jonathan de Guzman   | MV    | OFI Kreta     | Transfervrij      | [ 12 ] |
| Vlag van Denemarken | Younes Namli         | MV    | FK Krasnodar  | Transfervrij      | [ 13 ] |
| Vlag van Tunesië    | Omar Rekik           | VD    | Arsenal FC    | Huur              | [ 14 ] |
| Vlag van Japan      | Koki Saito           | AV    | Lommel SK     | Huur              | [ 15 ] |
| Vlag van Nederland  | Shurandy Sambo       | VD    | PSV           | Huur              | [ 16 ] |
| Vlag van Nederland  | Abdou Harroui        | MV    | US Sassuolo   | Terug van verhuur | [ 17 ] |
| Vlag van Nederland  | Reda Kharchouch      | AV    | FC Emmen      | Terug van verhuur | [ 18 ] |
| Winter              |                      |       |               |                   |        |
| Vlag van Nederland  | Rick Meissen         | VD    | FC Utrecht    | Definitief        | [ 19 ] |
| Vlag van Spanje     | Pedro Alemañ         | MV    | Valencia CF   | Transfervrij      | [ 20 ] |
| Vlag van Noorwegen  | Elias Hoff Melkersen | AV    | Hibernian FC  | Huur              | [ 21 ] |

Uitgaand
| Nat.                 | Naam                 | Pos.  | Naar                | Soort transfer | Ref.   |
| Zomer                | Zomer                | Zomer | Zomer               | Zomer          | Zomer  |
| -------------------- | -------------------- | ----- | ------------------- | -------------- | ------ |
| Vlag van Nederland   | Abdou Harroui        | MV    | US Sassuolo         | Definitief     | [ 17 ] |
| Vlag van Luxemburg   | Laurent Jans         | VD    | Waldhof Mannheim    | Definitief     | [ 22 ] |
| Vlag van Nederland   | Reda Kharchouch      | AV    | Excelsior Rotterdam | Definitief     | [ 23 ] |
| Vlag van Nederland   | Tom Beugelsdijk      | VD    | Helmond Sport       | Transfervrij   | [ 24 ] |
| Vlag van Spanje      | Adrián Dalmau        | AV    | AD Alcorcón         | Transfervrij   | [ 25 ] |
| Vlag van België      | Michaël Heylen       | VD    | FC Emmen            | Transfervrij   | [ 25 ] |
| Vlag van Nederland   | Benjamin van Leer    | DM    | Zonder club         | Transfervrij   | [ 25 ] |
| Vlag van Duitsland   | Lennart Thy          | AV    | PEC Zwolle          | Transfervrij   | [ 25 ] |
| Vlag van Canada      | Charles-Andreas Brym | AV    | FC Eindhoven        | Verhuur        | [ 26 ] |
| Vlag van Denemarken  | Riza Durmisi         | VD    | SS Lazio            | Terug na huur  | [ 27 ] |
| Vlag van Nederland   | Joeri de Kamps       | MV    | Slovan Bratislava   | Terug na huur  | [ 28 ] |
| Vlag van Griekenland | Giannis Masouras     | VD    | Olympiakos Piraeus  | Terug na huur  | [ 29 ] |
| Vlag van Nigeria     | Maduka Okoye         | DM    | Watford FC          | Terug na huur  | [ 30 ] |
| Vlag van België      | Arno Verschueren     | MV    | Lommel SK           | Terug na huur  | [ 11 ] |
| Winter               |                      |       |                     |                |        |
| Vlag van Duitsland   | Mario Engels         | AV    | Tokyo Verdy         | Definitief     | [ 31 ] |
| Vlag van Nederland   | Sven Mijnans         | MV    | AZ                  | Definitief     | [ 32 ] |
| Vlag van België      | Jason Lokilo         | AV    | Istanbulspor        | Verhuur        | [ 33 ] |
| Vlag van Tunesië     | Omar Rekik           | VD    | Arsenal FC          | Terug na huur  | [ 34 ] |

## Oefenwedstrijden
| 2 juli 2022, 17:00 uur                                                      | Gouds Sterrenteam | 0 – 9 (0 – 3) | Sparta Rotterdam                                                                                          | Opstelling Gouds Sterrenteam | Opstelling Sparta Rotterdam |  |
| Stadion: Sportpark Oosterwei, Gouda Scheidsrechter: Blom                    |                   |               | 15' Van Crooij 24' Meijers 30' Verschueren 48', 65' Madi 73', 84' Tahiri 77' Van Kleef 80' (pen.) Brouwer | Onbekend                     | Eerste helft: Olij, Abels, Rekik, Auassar , Meijers, Van Mullem, Van Crooij, Verschueren, Lokilo, Kharchouch, Engels Tweede helft: Coremans, Van Wageningen, Vriends, Eerdhuijzen, Overman, Vianello, Van Kleef, Meerstadt, Brouwer, Tahiri, Madi |  |
| Stadion: Sportpark Oosterwei, Gouda Scheidsrechter: Blom                    |                   |               | | Onbekend                     | Eerste helft: Olij, Abels, Rekik, Auassar , Meijers, Van Mullem, Van Crooij, Verschueren, Lokilo, Kharchouch, Engels Tweede helft: Coremans, Van Wageningen, Vriends, Eerdhuijzen, Overman, Vianello, Van Kleef, Meerstadt, Brouwer, Tahiri, Madi |  |
| Stadion: Sportpark Oosterwei, Gouda Scheidsrechter: Blom                    |                   |               | | Onbekend                     | Eerste helft: Olij, Abels, Rekik, Auassar , Meijers, Van Mullem, Van Crooij, Verschueren, Lokilo, Kharchouch, Engels Tweede helft: Coremans, Van Wageningen, Vriends, Eerdhuijzen, Overman, Vianello, Van Kleef, Meerstadt, Brouwer, Tahiri, Madi |  |
| Afwezig: Brym (vakantie), Saito (niet speelgerechtigd), Kitolano, Lauritsen |                   |               | |                              | |  |

| 6 juli 2022, 19:00 uur                                                      | Steeds Hooger | 0 – 24 (0 – 9) | Sparta Rotterdam | Opstelling Steeds Hooger | Opstelling Sparta Rotterdam |  |
| Stadion: Sportpark Canal Road, Rotterdam Scheidsrechter:                    |               |                | 3', 5', 14', 22', 29' Van Crooij 10', 24' Engels 19' Lokilo 43' Meijers 50', 74', 88' Madi 53', 79', 81', 82', 84' Kharchouch 63', ...', 70' Brouwer 67', 75', 80' Tahiri 77' Overman | Onbekend                 | Eerste helft: Olij, Abels, Vriends , Rekik, Meijers, Van Mullem, Namli, Verschueren, Lokilo, Engels, Van Crooij Tweede helft: Coremans, Van Wageningen, Vianello, Eerdhuijzen, Overman, Van Kleef, Meerstadt, Madi, Brouwer, Kharchouch, Tahiri |  |
| Stadion: Sportpark Canal Road, Rotterdam Scheidsrechter:                    |               |                | | Onbekend                 | Eerste helft: Olij, Abels, Vriends , Rekik, Meijers, Van Mullem, Namli, Verschueren, Lokilo, Engels, Van Crooij Tweede helft: Coremans, Van Wageningen, Vianello, Eerdhuijzen, Overman, Van Kleef, Meerstadt, Madi, Brouwer, Kharchouch, Tahiri |  |
| Stadion: Sportpark Canal Road, Rotterdam Scheidsrechter:                    |               |                | | Onbekend                 | Eerste helft: Olij, Abels, Vriends , Rekik, Meijers, Van Mullem, Namli, Verschueren, Lokilo, Engels, Van Crooij Tweede helft: Coremans, Van Wageningen, Vianello, Eerdhuijzen, Overman, Van Kleef, Meerstadt, Madi, Brouwer, Kharchouch, Tahiri |  |
| Afwezig: Brym (vakantie), Saito (niet speelgerechtigd), Kitolano, Lauritsen |               |                | |                          | |  |

| 12 juli 2022, 19:00 uur                                              | Quick '20 | 0 – 3 (0 – 2) | Sparta Rotterdam                                 | Opstelling Quick '20                                                                                    | Opstelling Sparta Rotterdam |  |
| Stadion: Sportpark Vondersweijde, Oldenzaal                          |           |               | 28' Rekik 44' (e.d.) 50' Saito 90' (pen.) Engels | Meijer, Tanke, Heskamp, Breukers, Snijders, Scholtenhuis, Braam, Zwienenberg, Eulderink, Kemma, Jansink | Eerste helft: Olij, Abels, Rekik, Eerdhuijzen, Pinto, Van Mullem, Namli, Verschueren, Lokilo, Brym, Van Crooij Tweede helft: Schoonderwaldt, Van Wageningen, Vriends, Auassar (80' Tahiri), Meijers (70' Vianello), Meerstadt, Mijnans, Madi, Brouwer, Engels, Saito |  |
| Stadion: Sportpark Vondersweijde, Oldenzaal                          |           |               |                                                  | Meijer, Tanke, Heskamp, Breukers, Snijders, Scholtenhuis, Braam, Zwienenberg, Eulderink, Kemma, Jansink | Eerste helft: Olij, Abels, Rekik, Eerdhuijzen, Pinto, Van Mullem, Namli, Verschueren, Lokilo, Brym, Van Crooij Tweede helft: Schoonderwaldt, Van Wageningen, Vriends, Auassar (80' Tahiri), Meijers (70' Vianello), Meerstadt, Mijnans, Madi, Brouwer, Engels, Saito |  |
| Stadion: Sportpark Vondersweijde, Oldenzaal                          |           |               |                                                  | Meijer, Tanke, Heskamp, Breukers, Snijders, Scholtenhuis, Braam, Zwienenberg, Eulderink, Kemma, Jansink | Eerste helft: Olij, Abels, Rekik, Eerdhuijzen, Pinto, Van Mullem, Namli, Verschueren, Lokilo, Brym, Van Crooij Tweede helft: Schoonderwaldt, Van Wageningen, Vriends, Auassar (80' Tahiri), Meijers (70' Vianello), Meerstadt, Mijnans, Madi, Brouwer, Engels, Saito |  |
| Afwezig: Coremans (persoonlijke omstandigheden), Kitolano, Lauritsen |           |               |                                                  | | |  |

| 15 juli 2022, 19:00 uur                    | Sparta Rotterdam | 1 – 0 (1 – 0) | Heracles Almelo | Opstelling Sparta Rotterdam | Opstelling Heracles Almelo                                                                                        |  |
| Stadion: Sportpark De Scheetheuvel, Delden | Van Crooij 14'   |               |                 | Olij, Abels, Vriends, Auassar , Pinto (60' Meijers 73'), Van Mullem, Namli (60' Verschueren), Mijnans, Lokilo, Brym (60' Saito), Van Crooij | Bucker, Bakboord, Sonnenberg, Hoogma , Roosken, Schoofs, Kiomourtzoglou 88', Ouahim, Laursen, Armenteros, Hansson |  |
| Stadion: Sportpark De Scheetheuvel, Delden |                  |               |                 | Olij, Abels, Vriends, Auassar , Pinto (60' Meijers 73'), Van Mullem, Namli (60' Verschueren), Mijnans, Lokilo, Brym (60' Saito), Van Crooij | Bucker, Bakboord, Sonnenberg, Hoogma , Roosken, Schoofs, Kiomourtzoglou 88', Ouahim, Laursen, Armenteros, Hansson |  |
| Stadion: Sportpark De Scheetheuvel, Delden |                  |               |                 | Olij, Abels, Vriends, Auassar , Pinto (60' Meijers 73'), Van Mullem, Namli (60' Verschueren), Mijnans, Lokilo, Brym (60' Saito), Van Crooij | Bucker, Bakboord, Sonnenberg, Hoogma , Roosken, Schoofs, Kiomourtzoglou 88', Ouahim, Laursen, Armenteros, Hansson |  |
| Afwezig: Kitolano, Lauritsen               |                  |               |                 | | |  |

| 20 juli 2022, 13:00 uur | Willem II | 0 – 2 (0 – 1) | Sparta Rotterdam            | Opstelling Willem II | Opstelling Sparta Rotterdam |  |
| Stadion: Sportpark De Klokkenberg, Loon op Zand Scheidsrechter: Vereijken                                                                                                  |           |               | 37' Verschueren 65' Mijnans | Lamprou (46' Smits), Touré (59' Woudenberg, Lachkar (46' Heerkens), Schouten (59' Tel), Lesquoy (59' Owusu), Llonch (46' Verreth (74' Mathieu)), Meerveld (' Zuijderwijk), Spieringhs (59' Crowley), Schroijen (46' Bokila), Hornkamp (33' Pal), Doodeman (46' Svensson) | Olij, Abels, Vriends, Auassar , Pinto (78' Meijers), Rekik (66' Van Mullem), Namli (80' Brym), Verschueren, Engels (72' Saito), Mijnans, Van Crooij |  |
| Stadion: Sportpark De Klokkenberg, Loon op Zand Scheidsrechter: Vereijken                                                                                                  |           |               |                             | Lamprou (46' Smits), Touré (59' Woudenberg, Lachkar (46' Heerkens), Schouten (59' Tel), Lesquoy (59' Owusu), Llonch (46' Verreth (74' Mathieu)), Meerveld (' Zuijderwijk), Spieringhs (59' Crowley), Schroijen (46' Bokila), Hornkamp (33' Pal), Doodeman (46' Svensson) | Olij, Abels, Vriends, Auassar , Pinto (78' Meijers), Rekik (66' Van Mullem), Namli (80' Brym), Verschueren, Engels (72' Saito), Mijnans, Van Crooij |  |
| Stadion: Sportpark De Klokkenberg, Loon op Zand Scheidsrechter: Vereijken                                                                                                  |           |               |                             | Lamprou (46' Smits), Touré (59' Woudenberg, Lachkar (46' Heerkens), Schouten (59' Tel), Lesquoy (59' Owusu), Llonch (46' Verreth (74' Mathieu)), Meerveld (' Zuijderwijk), Spieringhs (59' Crowley), Schroijen (46' Bokila), Hornkamp (33' Pal), Doodeman (46' Svensson) | Olij, Abels, Vriends, Auassar , Pinto (78' Meijers), Rekik (66' Van Mullem), Namli (80' Brym), Verschueren, Engels (72' Saito), Mijnans, Van Crooij |  |
| Bijz.: In de 75ste minuut werd de wedstrijd tijdelijk stilgelegd wegens onweer. Door opstootjes werd de wedstrijd al na 84 minuten beëindigd. Afwezig: Kitolano, Lauritsen |           |               |                             | | |  |

| 23 juli 2022, 15:00 uur                                | Beerschot VA | 1 – 0 (0 – 0) | Sparta Rotterdam | Opstelling Beerschot VA | Opstelling Sparta Rotterdam |  |
| Stadion: Sportpark Westeneng, Garderen Toeschouwers: 0 | Vaca 82'     |               |                  | Vanhamel, Van den Bergh (85' Meisl), Matthys, Quirynen, Vaca, Eleke (20' Rigo), Sanusi, Koshi, Weymans (82' Nzita), La Morte, Konstantopoulos | Coremans, Abels (46' Van Wageningen (84' Drakpe)), Vriends (46' Rekik), Eerdhuijzen (46' Auassar), Meijers, Van Mullem, Lokilo (65' Namli), Verschueren (46' Pinto), Brym (65' Engels), De Guzman (46' Mijnans), Saito (65' Van Crooij) |  |
| Stadion: Sportpark Westeneng, Garderen Toeschouwers: 0 |              |               |                  | Vanhamel, Van den Bergh (85' Meisl), Matthys, Quirynen, Vaca, Eleke (20' Rigo), Sanusi, Koshi, Weymans (82' Nzita), La Morte, Konstantopoulos | Coremans, Abels (46' Van Wageningen (84' Drakpe)), Vriends (46' Rekik), Eerdhuijzen (46' Auassar), Meijers, Van Mullem, Lokilo (65' Namli), Verschueren (46' Pinto), Brym (65' Engels), De Guzman (46' Mijnans), Saito (65' Van Crooij) |  |
| Stadion: Sportpark Westeneng, Garderen Toeschouwers: 0 |              |               |                  | Vanhamel, Van den Bergh (85' Meisl), Matthys, Quirynen, Vaca, Eleke (20' Rigo), Sanusi, Koshi, Weymans (82' Nzita), La Morte, Konstantopoulos | Coremans, Abels (46' Van Wageningen (84' Drakpe)), Vriends (46' Rekik), Eerdhuijzen (46' Auassar), Meijers, Van Mullem, Lokilo (65' Namli), Verschueren (46' Pinto), Brym (65' Engels), De Guzman (46' Mijnans), Saito (65' Van Crooij) |  |
| Afwezig: Kitolano, Lauritsen                           |              |               |                  | | |  |

| 26 juli 2022, 20:00 uur                                                                  | VOC         | 1 – 5 (1 – 3) | Sparta Rotterdam                               | Opstelling VOC | Opstelling Sparta Rotterdam |  |
| Stadion: Sportpark Hazelaarweg, Rotterdam                                                | Verhaar 14' |               | ...', 77' Brouwer 30', 75' Tahiri 39' Vianello | Onbekend       | Schoonderwaldt, Van Wageningen, Van Mullem , Drakpe, Overman, Meerstadt, Brouwer, Van Kleef (46' Madi), Tahiri, Vianello, Saito (66' Van Kleef) |  |
| Stadion: Sportpark Hazelaarweg, Rotterdam                                                |             |               |                                                | Onbekend       | Schoonderwaldt, Van Wageningen, Van Mullem , Drakpe, Overman, Meerstadt, Brouwer, Van Kleef (46' Madi), Tahiri, Vianello, Saito (66' Van Kleef) |  |
| Stadion: Sportpark Hazelaarweg, Rotterdam                                                |             |               |                                                | Onbekend       | Schoonderwaldt, Van Wageningen, Van Mullem , Drakpe, Overman, Meerstadt, Brouwer, Van Kleef (46' Madi), Tahiri, Vianello, Saito (66' Van Kleef) |  |
| Bijz.: Strijd om De John Kerstholt Bokaal, ter ere van John Kerstholt. Afwezig: Kitolano |             |               |                                                |                | |  |

| 30 juli 2022, 13:00 uur                                      | Sparta Rotterdam               | 3 – 1 (2 – 0) | FC Emmen     | Opstelling Sparta Rotterdam | Opstelling FC Emmen |  |
| Stadion: Het Kasteel, Rotterdam Scheidsrechter: Van de Graaf | Van Crooij 17', 20' Engels 76' |               | 54' Živković | Olij, Abels, Vriends, Auassar (88' Eerdhuijzen), Meijers (79' Overman), De Guzman (55' Mijnans), Lokilo (86' Brym), Verschueren (68' Van Mullem), Lauritsen (60' Engels), Namli (88' Rekik), Van Crooij (86' Saito) | Oelschlägel, Veendorp, Araujo (61' Heylen), Veldmate , Bijleveld (37' Hardeveld), Kieftenbeld, Vlak, Mendes, Romeny, Assehnoun, Živković (61' Ebecilio) |  |
| Stadion: Het Kasteel, Rotterdam Scheidsrechter: Van de Graaf |                                |               |              | Olij, Abels, Vriends, Auassar (88' Eerdhuijzen), Meijers (79' Overman), De Guzman (55' Mijnans), Lokilo (86' Brym), Verschueren (68' Van Mullem), Lauritsen (60' Engels), Namli (88' Rekik), Van Crooij (86' Saito) | Oelschlägel, Veendorp, Araujo (61' Heylen), Veldmate , Bijleveld (37' Hardeveld), Kieftenbeld, Vlak, Mendes, Romeny, Assehnoun, Živković (61' Ebecilio) |  |
| Stadion: Het Kasteel, Rotterdam Scheidsrechter: Van de Graaf |                                |               |              | Olij, Abels, Vriends, Auassar (88' Eerdhuijzen), Meijers (79' Overman), De Guzman (55' Mijnans), Lokilo (86' Brym), Verschueren (68' Van Mullem), Lauritsen (60' Engels), Namli (88' Rekik), Van Crooij (86' Saito) | Oelschlägel, Veendorp, Araujo (61' Heylen), Veldmate , Bijleveld (37' Hardeveld), Kieftenbeld, Vlak, Mendes, Romeny, Assehnoun, Živković (61' Ebecilio) |  |
| Afwezig: Kitolano                                            |                                |               |              | | |  |

| 4 december 2022, 13:00 uur                            | ADO Den Haag | 0 – 3 (0 – 2) | Sparta Rotterdam          | Opstelling ADO Den Haag | Opstelling Sparta Rotterdam |  |
| Stadion: Bingoal Stadion, Den Haag                    |              |               | 2', 88' Lokilo 24' Tahiri | Wentges, Verheydt (38' Zwarts), Kishna (65' Ćatić), Severina, De Waal (65' Sellouki), Klas (65' Thomas), Breinburg (65' Esajas), Werker, Carlson, Hall (75' Asante), Absalem | Olij (46' D. Van Crooij), Sambo, Vriends (46' Rekik), Auassar , Meijers, Van Mullem, Mijnans, Abels, Lokilo, Tahiri (80' Bal), V. Van Crooij (67' Rosario) |  |
| Stadion: Bingoal Stadion, Den Haag                    |              |               |                           | Wentges, Verheydt (38' Zwarts), Kishna (65' Ćatić), Severina, De Waal (65' Sellouki), Klas (65' Thomas), Breinburg (65' Esajas), Werker, Carlson, Hall (75' Asante), Absalem | Olij (46' D. Van Crooij), Sambo, Vriends (46' Rekik), Auassar , Meijers, Van Mullem, Mijnans, Abels, Lokilo, Tahiri (80' Bal), V. Van Crooij (67' Rosario) |  |
| Stadion: Bingoal Stadion, Den Haag                    |              |               |                           | Wentges, Verheydt (38' Zwarts), Kishna (65' Ćatić), Severina, De Waal (65' Sellouki), Klas (65' Thomas), Breinburg (65' Esajas), Werker, Carlson, Hall (75' Asante), Absalem | Olij (46' D. Van Crooij), Sambo, Vriends (46' Rekik), Auassar , Meijers, Van Mullem, Mijnans, Abels, Lokilo, Tahiri (80' Bal), V. Van Crooij (67' Rosario) |  |
| Afwezig: Lauritsen, Kitolano, Pinto, Saito (vakantie) |              |               |                           | | |  |

| 10 december 2022, 17:00 uur                                                                                         | FC Twente                        | 2 – 1 (1 – 1) | Sparta Rotterdam | Opstelling FC Twente | Opstelling Sparta Rotterdam |  |
| Stadion: De Grolsch Veste, Enschede Toeschouwers: 1.500 Scheidsrechter: Bos                                         | Van Wolfswinkel 38' Cleonise 83' |               | 16' Meijers      | Eerste helft: Unnerstall, Salah-Eddine, Hilgers, Pröpper , Smal, Sadílek, Zerrouki, Steijn, Misidjan, Van Wolfswinkel, Černý Tweede helft: El Maach, Everink, Pleguezuelo, Bruns, Smal, Staring, Kjølø, Vlap, Cleonise, Ugalde, Rots | Olij, Sambo, Vriends , Eerdhuijzen (54' Abels), Meijers, Van Mullem (88' Frimpong), Lokilo, Verschueren, Tahiri (54' Auassar), Mijnans, Van Crooij |  |
| Stadion: De Grolsch Veste, Enschede Toeschouwers: 1.500 Scheidsrechter: Bos                                         |                                  |               |                  | Eerste helft: Unnerstall, Salah-Eddine, Hilgers, Pröpper , Smal, Sadílek, Zerrouki, Steijn, Misidjan, Van Wolfswinkel, Černý Tweede helft: El Maach, Everink, Pleguezuelo, Bruns, Smal, Staring, Kjølø, Vlap, Cleonise, Ugalde, Rots | Olij, Sambo, Vriends , Eerdhuijzen (54' Abels), Meijers, Van Mullem (88' Frimpong), Lokilo, Verschueren, Tahiri (54' Auassar), Mijnans, Van Crooij |  |
| Stadion: De Grolsch Veste, Enschede Toeschouwers: 1.500 Scheidsrechter: Bos                                         |                                  |               |                  | Eerste helft: Unnerstall, Salah-Eddine, Hilgers, Pröpper , Smal, Sadílek, Zerrouki, Steijn, Misidjan, Van Wolfswinkel, Černý Tweede helft: El Maach, Everink, Pleguezuelo, Bruns, Smal, Staring, Kjølø, Vlap, Cleonise, Ugalde, Rots | Olij, Sambo, Vriends , Eerdhuijzen (54' Abels), Meijers, Van Mullem (88' Frimpong), Lokilo, Verschueren, Tahiri (54' Auassar), Mijnans, Van Crooij |  |
| Bijz.: Supporters van Sparta Rotterdam waren niet toegestaan. Afwezig: Lauritsen, Kitolano, Pinto, Saito (vakantie) |                                  |               |                  | | |  |

| 17 december 2022, 14:00 uur                                                                                                  | Spezia Calcio | 1 – 3 | Sparta Rotterdam                     | Opstelling Spezia Calcio | Opstelling Sparta Rotterdam |  |
| Stadion: Oliva Nova Sports Center, Oliva                                                                                     | Gyasi 90'     |       | 31' Verschueren 67' Saito 92' Tahiri | Zovko, Amian (62' Ferrer), Ampadu (46' Agudelo (86' Reca)), Nikolaou (46' Verde), Holm (62' Strelec), Sala (46' Hristov), Ekdal (46' Kovalenko (86' Kiwior)), Bastoni (86' Ellertsson), Moutinho (46' Caldara), Sanca (62' Gyasi), Maldini (46' Bourabia) | Eerste deel: Olij, Sambo, Abels (11' Drakpe), Eerdhuijzen, Meijers, Van Mullem, Mijnans (25' Tahiri), Verschueren, Lokilo, Saito, V. Van Crooij Tweede deel: D. Van Crooij, Sambo, Abels (56' Drakpe), Eerdhuijzen, Meijers, Van Mullem, Mijnans (70' Tahiri), Verschueren, Lokilo, Saito, V. Van Crooij Derde deel: Schoonderwaldt, Abels, Drakpe, Eerdhuijzen, Meijers, Van Mullem (85' Verschueren), Saito, Lokilo, Tahiri, Rosario, Brouwer |  |
| Stadion: Oliva Nova Sports Center, Oliva                                                                                     |               |       |                                      | Zovko, Amian (62' Ferrer), Ampadu (46' Agudelo (86' Reca)), Nikolaou (46' Verde), Holm (62' Strelec), Sala (46' Hristov), Ekdal (46' Kovalenko (86' Kiwior)), Bastoni (86' Ellertsson), Moutinho (46' Caldara), Sanca (62' Gyasi), Maldini (46' Bourabia) | Eerste deel: Olij, Sambo, Abels (11' Drakpe), Eerdhuijzen, Meijers, Van Mullem, Mijnans (25' Tahiri), Verschueren, Lokilo, Saito, V. Van Crooij Tweede deel: D. Van Crooij, Sambo, Abels (56' Drakpe), Eerdhuijzen, Meijers, Van Mullem, Mijnans (70' Tahiri), Verschueren, Lokilo, Saito, V. Van Crooij Derde deel: Schoonderwaldt, Abels, Drakpe, Eerdhuijzen, Meijers, Van Mullem (85' Verschueren), Saito, Lokilo, Tahiri, Rosario, Brouwer |  |
| Stadion: Oliva Nova Sports Center, Oliva                                                                                     |               |       |                                      | Zovko, Amian (62' Ferrer), Ampadu (46' Agudelo (86' Reca)), Nikolaou (46' Verde), Holm (62' Strelec), Sala (46' Hristov), Ekdal (46' Kovalenko (86' Kiwior)), Bastoni (86' Ellertsson), Moutinho (46' Caldara), Sanca (62' Gyasi), Maldini (46' Bourabia) | Eerste deel: Olij, Sambo, Abels (11' Drakpe), Eerdhuijzen, Meijers, Van Mullem, Mijnans (25' Tahiri), Verschueren, Lokilo, Saito, V. Van Crooij Tweede deel: D. Van Crooij, Sambo, Abels (56' Drakpe), Eerdhuijzen, Meijers, Van Mullem, Mijnans (70' Tahiri), Verschueren, Lokilo, Saito, V. Van Crooij Derde deel: Schoonderwaldt, Abels, Drakpe, Eerdhuijzen, Meijers, Van Mullem (85' Verschueren), Saito, Lokilo, Tahiri, Rosario, Brouwer |  |
| Bijz.: De wedstrijd bestond uit drie delen, waarvan de eerste 45 minuten duurde en de laatste twee ieder 30 minuten duurden. |               |       |                                      | | |  |

| 22 december 2022, 13:00 uur                              | Sparta Rotterdam | 1 – 0 (1 – 0) | SBV Vitesse | Opstelling Sparta Rotterdam | Opstelling SBV Vitesse |  |
| Stadion: Het Kasteel, Rotterdam Scheidsrechter: Overtoom | Abels 45+2'      |               |             | Olij (46' D. Van Crooij), Abels (46' Sambo), Van Mullem, Eerdhuijzen, Pinto (60' Meijers), De Guzman (60' Drakpe), Lokilo (46' V. Van Crooij), Kitolano (60' Brouwer), Lauritsen (60' Tahiri), Verschueren (46' Mijnans), Saito (80' Vianello) | Scherpen (61' Reiziger), Arcus (46' Wittek), Flamingo (61' Oroz), Meulensteen (61' Hájek), Dijks (61' Cornelisse), Bero (61' De Regt), Kozłowski (61' Ferro), Tronstad (61' Jonathans), Vidović (61' Yapi), Białek (61' Frederiksen), Manhoef (61' Sankoh) |  |
| Stadion: Het Kasteel, Rotterdam Scheidsrechter: Overtoom |                  |               |             | Olij (46' D. Van Crooij), Abels (46' Sambo), Van Mullem, Eerdhuijzen, Pinto (60' Meijers), De Guzman (60' Drakpe), Lokilo (46' V. Van Crooij), Kitolano (60' Brouwer), Lauritsen (60' Tahiri), Verschueren (46' Mijnans), Saito (80' Vianello) | Scherpen (61' Reiziger), Arcus (46' Wittek), Flamingo (61' Oroz), Meulensteen (61' Hájek), Dijks (61' Cornelisse), Bero (61' De Regt), Kozłowski (61' Ferro), Tronstad (61' Jonathans), Vidović (61' Yapi), Białek (61' Frederiksen), Manhoef (61' Sankoh) |  |
| Stadion: Het Kasteel, Rotterdam Scheidsrechter: Overtoom |                  |               |             | Olij (46' D. Van Crooij), Abels (46' Sambo), Van Mullem, Eerdhuijzen, Pinto (60' Meijers), De Guzman (60' Drakpe), Lokilo (46' V. Van Crooij), Kitolano (60' Brouwer), Lauritsen (60' Tahiri), Verschueren (46' Mijnans), Saito (80' Vianello) | Scherpen (61' Reiziger), Arcus (46' Wittek), Flamingo (61' Oroz), Meulensteen (61' Hájek), Dijks (61' Cornelisse), Bero (61' De Regt), Kozłowski (61' Ferro), Tronstad (61' Jonathans), Vidović (61' Yapi), Białek (61' Frederiksen), Manhoef (61' Sankoh) |  |
|                                                          |                  |               |             | | |  |

| 30 december 2022, 14:00 uur  | KVC Westerlo                 | 2 – 1 (0 – 0) | Sparta Rotterdam | Opstelling KVC Westerlo | Opstelling Sparta Rotterdam |  |
| Stadion: 't Kuipje, Westerlo | Abels 60' (e.d.) Dierckx 67' |               | 78' Verschueren  | Gillekens, Jordanov, Seigers, Perdichizzi, Mabea (45' Yow), Dierckx, Van den Keybus, Van Eenoo , Gümüskaya, Vetokele, Vaesen | Olij, Sambo (46' Abels), Vriends (46' Rekik), Auassar (88' Drakpe), Pinto, De Guzman (23' Van Mullem), Lokilo (79' Alemañ), Mijnans, Lauritsen (71' Tahiri), Verschueren, Saito |  |
| Stadion: 't Kuipje, Westerlo |                              |               |                  | Gillekens, Jordanov, Seigers, Perdichizzi, Mabea (45' Yow), Dierckx, Van den Keybus, Van Eenoo , Gümüskaya, Vetokele, Vaesen | Olij, Sambo (46' Abels), Vriends (46' Rekik), Auassar (88' Drakpe), Pinto, De Guzman (23' Van Mullem), Lokilo (79' Alemañ), Mijnans, Lauritsen (71' Tahiri), Verschueren, Saito |  |
| Stadion: 't Kuipje, Westerlo |                              |               |                  | Gillekens, Jordanov, Seigers, Perdichizzi, Mabea (45' Yow), Dierckx, Van den Keybus, Van Eenoo , Gümüskaya, Vetokele, Vaesen | Olij, Sambo (46' Abels), Vriends (46' Rekik), Auassar (88' Drakpe), Pinto, De Guzman (23' Van Mullem), Lokilo (79' Alemañ), Mijnans, Lauritsen (71' Tahiri), Verschueren, Saito |  |
|                              |                              |               |                  | | |  |

## Eredivisie

### Stand
| Pos | Team             | Wed | W  | G  | V  | Ptn | DV | DT | +/− | Kwalificatie of degradatie                                     |
| --- | ---------------- | --- | -- | -- | -- | --- | -- | -- | --- | -------------------------------------------------------------- |
| 1   | Feyenoord (K)    | 34  | 25 | 7  | 2  | 82  | 81 | 30 | +51 | Landskampioen, groepsfase Champions League                     |
| 2   | PSV (C)          | 34  | 23 | 6  | 5  | 75  | 89 | 40 | +49 | Derde voorronde Champions League                               |
| 3   | Ajax             | 34  | 20 | 9  | 5  | 69  | 86 | 38 | +48 | Ticket van het KNVB Bekertoernooi, play-offronde Europa League |
| 4   | AZ               | 34  | 20 | 7  | 7  | 67  | 68 | 35 | +33 | Derde voorronde Europa Conference League                       |
| 5   | FC Twente (O)    | 34  | 18 | 10 | 6  | 64  | 66 | 27 | +39 | Play-offs voor tweede voorronde Europa Conference League       |
| 6   | Sparta Rotterdam | 34  | 17 | 8  | 9  | 59  | 60 | 37 | +23 | Play-offs voor tweede voorronde Europa Conference League       |
| 7   | FC Utrecht       | 34  | 15 | 9  | 10 | 54  | 55 | 50 | +5  | Play-offs voor tweede voorronde Europa Conference League       |
| 8   | sc Heerenveen    | 34  | 12 | 10 | 12 | 46  | 44 | 50 | −6  | Play-offs voor tweede voorronde Europa Conference League       |
| 9   | RKC Waalwijk     | 34  | 11 | 8  | 15 | 41  | 50 | 64 | −14 |                                                                |
| 10  | Vitesse          | 34  | 10 | 10 | 14 | 40  | 45 | 50 | −5  |                                                                |
| 11  | Go Ahead Eagles  | 34  | 10 | 10 | 14 | 40  | 46 | 56 | −10 |                                                                |
| 12  | N.E.C.           | 34  | 8  | 15 | 11 | 39  | 42 | 45 | −3  |                                                                |
| 13  | Fortuna Sittard  | 34  | 10 | 6  | 18 | 36  | 39 | 62 | −23 |                                                                |
| 14  | FC Volendam      | 34  | 10 | 6  | 18 | 36  | 42 | 71 | −29 |                                                                |
| 15  | Excelsior        | 34  | 9  | 5  | 20 | 32  | 32 | 71 | −39 |                                                                |
| 16  | FC Emmen (R)     | 34  | 6  | 10 | 18 | 28  | 33 | 65 | −32 | Play-offs tegen degradatie naar de Eerste divisie              |
| 17  | SC Cambuur (R)   | 34  | 5  | 4  | 25 | 19  | 26 | 69 | −43 | Degradatie naar de Eerste divisie                              |
| 18  | FC Groningen (R) | 34  | 4  | 6  | 24 | 18  | 31 | 75 | −44 | Degradatie naar de Eerste divisie                              |

1. ↑  De winnaar van de KNVB beker, PSV, kwalificeert zich normaal gesproken voor de play-offronde van de Europa League,
maar omdat PSV op de tweede plaats is geëindigd en zich heeft geplaatst voor de derde voorronde van de Champions League gaat dit recht over naar de als derde geëindigde ploeg in de eindstand.
2. ↑  Zeven ploegen, één uit de Eredivisie en zes uit de Eerste divisie, spelen om één plek in de Eredivisie. De overige ploegen spelen in de Eerste divisie.

### Statistieken
| Tegenstander | AJA   | AZ    | CAM    | EMM    | EXC   | FEY   | FOR   | GAE   | GRO    | HEE    | NEC   | PSV   | RKC   | TWE    | UTR   | VIT    | VOL    | Punten |
| ------------ | ----- | ----- | ------ | ------ | ----- | ----- | ----- | ----- | ------ | ------ | ----- | ----- | ----- | ------ | ----- | ------ | ------ | ------ |
| Thuis        | 0 – 1 | 2 – 3 | 21 mei | 3 – 1  | 1 – 0 | 2 apr | 3 – 1 | 2 – 1 | 2 – 1  | 15 apr | 2 – 0 | 6 mei | 0 – 0 | 1 – 1  | 0 – 3 | 11 maa | 4 – 0  | 23     |
| Uit          | 4 – 0 | 9 apr | 0 – 3  | 18 maa | 5 maa | 3 – 0 | 0 – 0 | 0 – 1 | 28 mei | 0 – 0  | 1 – 1 | 0 – 0 | 2 – 2 | 23 apr | 3 – 1 | 0 – 4  | 13 mei | 14     |
| Punten       | 0     | 0     | 3      | 3      | 3     | 0     | 4     | 6     | 3      | 1      | 4     | 1     | 2     | 1      | 0     | 3      | 3      | 37     |

| Speelronde              | 1   | 2   | 3   | 4   | 5  | 6   | 7  | 8  | 9  | 10 | 11 | 12 | 13 | 14 | 15 | 16  | 17  | 18  | 19  | 20  | 21  | 22  | 23 | 24 | 25 | 26 | 27 | 28 | 29 | 30 | 31 | 32 | 33 | 34 | Tot. |
| ----------------------- | --- | --- | --- | --- | -- | --- | -- | -- | -- | -- | -- | -- | -- | -- | -- | --- | --- | --- | --- | --- | --- | --- | -- | -- | -- | -- | -- | -- | -- | -- | -- | -- | -- | -- | ---- |
| Punten na speelronde    | 1   | 1   | 1   | 4   | 7  | 7   | 10 | 11 | 14 | 17 | 17 | 20 | 23 | 24 | 25 | 28  | 31  | 32  | 33  | 34  | 37  | 37  | 37 |    |    |    |    |    |    |    |    |    |    |    | 37   |
| Doelsaldo na speelronde | 0   | -1  | -2  | -1  | +3 | 0   | +1 | +1 | +3 | +5 | +3 | +5 | +9 | +9 | +9 | +10 | +13 | +13 | +13 | +13 | +14 | +10 | +7 |    |    |    |    |    |    |    |    |    |    |    | +7   |
| Stand na speelronde     | 11e | 11e | 15e | 12e | 7e | 11e | 7e | 8e | 6e | 6e | 6e | 6e | 6e | 6e | 6e | 6e  | 6e  | 6e  | 6e  | 6e  | 6e  | 6e  | 6e |    |    |    |    |    |    |    |    |    |    |    | 6e   |

### Wedstrijden
| Speelronde 1: 5 augustus 2022, 20:00 uur | sc Heerenveen | 0 – 0 (0 – 0) | Sparta Rotterdam | Opstelling sc Heerenveen | Opstelling Sparta Rotterdam |  |
| Stadion: Abe Lenstra Stadion, Heerenveen Toeschouwers: 18.000 Scheidsrechter: Van Boekel Video-assistent: Makkelie                                                               |               |               |                  | Noppert, Van Ewijk, Van Beek , Bochniewicz, Van Aken, Kaib (78' Halilović), Tahiri, Haye (88' Olsson), Köhlert, Van Hooijdonk 25', Sarr | Olij, Abels, Vriends , Eerdhuijzen (78' Rekik), Pinto, Verschueren 49' (74' Mijnans), De Guzman (74' Van Mullem), Namli (78' Kitolano), Lokilo, Lauritsen (78' Engels), Van Crooij |  |
| Stadion: Abe Lenstra Stadion, Heerenveen Toeschouwers: 18.000 Scheidsrechter: Van Boekel Video-assistent: Makkelie                                                               |               |               |                  | Noppert, Van Ewijk, Van Beek , Bochniewicz, Van Aken, Kaib (78' Halilović), Tahiri, Haye (88' Olsson), Köhlert, Van Hooijdonk 25', Sarr | Olij, Abels, Vriends , Eerdhuijzen (78' Rekik), Pinto, Verschueren 49' (74' Mijnans), De Guzman (74' Van Mullem), Namli (78' Kitolano), Lokilo, Lauritsen (78' Engels), Van Crooij |  |
| Stadion: Abe Lenstra Stadion, Heerenveen Toeschouwers: 18.000 Scheidsrechter: Van Boekel Video-assistent: Makkelie                                                               |               |               |                  | Noppert, Van Ewijk, Van Beek , Bochniewicz, Van Aken, Kaib (78' Halilović), Tahiri, Haye (88' Olsson), Köhlert, Van Hooijdonk 25', Sarr | Olij, Abels, Vriends , Eerdhuijzen (78' Rekik), Pinto, Verschueren 49' (74' Mijnans), De Guzman (74' Van Mullem), Namli (78' Kitolano), Lokilo, Lauritsen (78' Engels), Van Crooij |  |
| Speler van de wedstrijd: Van Ewijk (sc Heerenveen) Bijz.: Eerdhuijzen, De Guzman, Kitolano, Lauritsen, Lokilo, Olij en Rekik debuteerden voor Sparta Rotterdam. Afwezig: Auassar |               |               |                  | | |  |

| Speelronde 2: 14 augustus 2022, 16:45 uur | Sparta Rotterdam   | 2 – 3 (1 – 1) | AZ                                          | Opstelling Sparta Rotterdam | Opstelling AZ |  |
| Stadion: Het Kasteel, Rotterdam Toeschouwers: 9.631 Scheidsrechter: Van der Laan Video-assistent: Hensgens | Van Crooij 1', 59' |               | 45+1' (pen.) Pavlidis 57' De Wit 65' Kerkez | Olij, Abels (75' Sambo), Vriends, Auassar , Pinto, Verschueren 36' (46' Van Mullem), De Guzman (75' Mijnans), Namli (83' Brym), Lokilo (46' Kitolano), Lauritsen, Van Crooij 38' | Verhulst, Hatzidiakos (66' M. De Wit), Beukema, Martins Indi 38', Kerkez (66' Witry), Clasie (82' Koopmeiners), Reijnders, D. De Wit 38', Evjen, Pavlidis (75' Barası), Van Brederode (67' Lahdo) |  |
| Stadion: Het Kasteel, Rotterdam Toeschouwers: 9.631 Scheidsrechter: Van der Laan Video-assistent: Hensgens |                    |               |                                             | Olij, Abels (75' Sambo), Vriends, Auassar , Pinto, Verschueren 36' (46' Van Mullem), De Guzman (75' Mijnans), Namli (83' Brym), Lokilo (46' Kitolano), Lauritsen, Van Crooij 38' | Verhulst, Hatzidiakos (66' M. De Wit), Beukema, Martins Indi 38', Kerkez (66' Witry), Clasie (82' Koopmeiners), Reijnders, D. De Wit 38', Evjen, Pavlidis (75' Barası), Van Brederode (67' Lahdo) |  |
| Stadion: Het Kasteel, Rotterdam Toeschouwers: 9.631 Scheidsrechter: Van der Laan Video-assistent: Hensgens |                    |               |                                             | Olij, Abels (75' Sambo), Vriends, Auassar , Pinto, Verschueren 36' (46' Van Mullem), De Guzman (75' Mijnans), Namli (83' Brym), Lokilo (46' Kitolano), Lauritsen, Van Crooij 38' | Verhulst, Hatzidiakos (66' M. De Wit), Beukema, Martins Indi 38', Kerkez (66' Witry), Clasie (82' Koopmeiners), Reijnders, D. De Wit 38', Evjen, Pavlidis (75' Barası), Van Brederode (67' Lahdo) |  |
| Speler van de wedstrijd: D. De Wit (AZ) Bijz.: Het doelpunt van Van Crooij in de eerste minuut was het gedeeld snelste doelpunt ooit gemaakt in de Eredivisie. Brym en Sambo debuteerden voor Sparta Rotterdam. |                    |               |                                             | | |  |

| Speelronde 3: 21 augustus 2022, 14:30 uur                                                                   | Sparta Rotterdam | 0 – 1 (0 – 1) | AFC Ajax     | Opstelling Sparta Rotterdam | Opstelling AFC Ajax |  |
| Stadion: Het Kasteel, Rotterdam Toeschouwers: 10.606 Scheidsrechter: Manschot Video-assistent: Van der Eijk |                  |               | 37' Bergwijn | Olij, Sambo (67' Abels), Vriends, Auassar (88' Brym), Pinto, De Guzman 14' (87' Eerdhuijzen), Kitolano, Mijnans, Van Crooij (46' Namli), Lauritsen, Lokilo (78' Engels) | Pasveer, Rensch, Timber, Bassey, Blind, Álvarez, Taylor, Tadić , Berghuis (65' Klaassen), Brobbey (73' Kudus), Bergwijn |  |
| Stadion: Het Kasteel, Rotterdam Toeschouwers: 10.606 Scheidsrechter: Manschot Video-assistent: Van der Eijk |                  |               |              | Olij, Sambo (67' Abels), Vriends, Auassar (88' Brym), Pinto, De Guzman 14' (87' Eerdhuijzen), Kitolano, Mijnans, Van Crooij (46' Namli), Lauritsen, Lokilo (78' Engels) | Pasveer, Rensch, Timber, Bassey, Blind, Álvarez, Taylor, Tadić , Berghuis (65' Klaassen), Brobbey (73' Kudus), Bergwijn |  |
| Stadion: Het Kasteel, Rotterdam Toeschouwers: 10.606 Scheidsrechter: Manschot Video-assistent: Van der Eijk |                  |               |              | Olij, Sambo (67' Abels), Vriends, Auassar (88' Brym), Pinto, De Guzman 14' (87' Eerdhuijzen), Kitolano, Mijnans, Van Crooij (46' Namli), Lauritsen, Lokilo (78' Engels) | Pasveer, Rensch, Timber, Bassey, Blind, Álvarez, Taylor, Tadić , Berghuis (65' Klaassen), Brobbey (73' Kudus), Bergwijn |  |
| Speler van de wedstrijd: Bergwijn (AFC Ajax) Afwezig: Saito                                                 |                  |               |              | | |  |

| Speelronde 4: 27 augustus 2022, 16:30 uur                                                               | Go Ahead Eagles | 0 – 1 (0 – 1) | Sparta Rotterdam | Opstelling Go Ahead Eagles | Opstelling Sparta Rotterdam |  |
| Stadion: De Adelaarshorst, Deventer Toeschouwers: 9.317 Scheidsrechter: Kamphuis Video-assistent: Kooij |                 |               | 18' Lauritsen    | De Lange, Amofa (86' Saathof), Idzes, Bakker 90+2', Kuipers , Llansana, Rommens, Edvardsen (46' Linthorst), Adekanye (66' Markelo), Lidberg, Fernandes 56' | Olij, Sambo 57' (79' Abels), Vriends, Auassar , Pinto 88', Kitolano, De Guzman (79' Van Mullem), Mijnans (90+4' Engels), Namli (79' Verschueren), Lauritsen, Van Crooij (68' Lokilo) |  |
| Stadion: De Adelaarshorst, Deventer Toeschouwers: 9.317 Scheidsrechter: Kamphuis Video-assistent: Kooij |                 |               |                  | De Lange, Amofa (86' Saathof), Idzes, Bakker 90+2', Kuipers , Llansana, Rommens, Edvardsen (46' Linthorst), Adekanye (66' Markelo), Lidberg, Fernandes 56' | Olij, Sambo 57' (79' Abels), Vriends, Auassar , Pinto 88', Kitolano, De Guzman (79' Van Mullem), Mijnans (90+4' Engels), Namli (79' Verschueren), Lauritsen, Van Crooij (68' Lokilo) |  |
| Stadion: De Adelaarshorst, Deventer Toeschouwers: 9.317 Scheidsrechter: Kamphuis Video-assistent: Kooij |                 |               |                  | De Lange, Amofa (86' Saathof), Idzes, Bakker 90+2', Kuipers , Llansana, Rommens, Edvardsen (46' Linthorst), Adekanye (66' Markelo), Lidberg, Fernandes 56' | Olij, Sambo 57' (79' Abels), Vriends, Auassar , Pinto 88', Kitolano, De Guzman (79' Van Mullem), Mijnans (90+4' Engels), Namli (79' Verschueren), Lauritsen, Van Crooij (68' Lokilo) |  |
| Speler van de wedstrijd: Lauritsen (Sparta Rotterdam) Afwezig: Coremans , Saito                         |                 |               |                  | | |  |

| Speelronde 5: 3 september 2022, 20:00 uur                                                                              | Sparta Rotterdam                              | 4 – 0 (1 – 0) | FC Volendam | Opstelling Sparta Rotterdam | Opstelling FC Volendam |  |
| Stadion: Het Kasteel, Rotterdam Toeschouwers: 10.050 Scheidsrechter: Van de Graaf Video-assistent: Lindhout            | Van Crooij 14' Lauritsen 68', 72' Mijnans 85' |               |             | Olij, Sambo, Vriends , Eerdhuijzen (76' Auassar), Pinto, De Guzman (73' Van Mullem), Kitolano, Verschueren (65' Mijnans), Namli (66' Saito), Lauritsen, Van Crooij | Stanković, Douiri (46' W. Ould-Chikh), Plat, Mirani , Murkin, Benamar, Eiting (87' Nazih), Mühren (61' Oristanio), Van Mieghem (60' B. Ould-Chikh), Veerman, El Kadiri (79' Zeefuik) |  |
| Stadion: Het Kasteel, Rotterdam Toeschouwers: 10.050 Scheidsrechter: Van de Graaf Video-assistent: Lindhout            |                                               |               |             | Olij, Sambo, Vriends , Eerdhuijzen (76' Auassar), Pinto, De Guzman (73' Van Mullem), Kitolano, Verschueren (65' Mijnans), Namli (66' Saito), Lauritsen, Van Crooij | Stanković, Douiri (46' W. Ould-Chikh), Plat, Mirani , Murkin, Benamar, Eiting (87' Nazih), Mühren (61' Oristanio), Van Mieghem (60' B. Ould-Chikh), Veerman, El Kadiri (79' Zeefuik) |  |
| Stadion: Het Kasteel, Rotterdam Toeschouwers: 10.050 Scheidsrechter: Van de Graaf Video-assistent: Lindhout            |                                               |               |             | Olij, Sambo, Vriends , Eerdhuijzen (76' Auassar), Pinto, De Guzman (73' Van Mullem), Kitolano, Verschueren (65' Mijnans), Namli (66' Saito), Lauritsen, Van Crooij | Stanković, Douiri (46' W. Ould-Chikh), Plat, Mirani , Murkin, Benamar, Eiting (87' Nazih), Mühren (61' Oristanio), Van Mieghem (60' B. Ould-Chikh), Veerman, El Kadiri (79' Zeefuik) |  |
| Speler van de wedstrijd: Lauritsen (Sparta Rotterdam) Bijz.: Saito debuteerde voor Sparta Rotterdam. Afwezig: Coremans |                                               |               |             | | |  |

| Speelronde 6: 11 september 2022, 20:00 uur                                                                         | Feyenoord                         | 3 – 0 (2 – 0) | Sparta Rotterdam | Opstelling Feyenoord | Opstelling Sparta Rotterdam |  |
| Stadion: Stadion Feijenoord, Rotterdam Toeschouwers: 47.500 Scheidsrechter: Van den Kerkhof Video-assistent: Blank | Kökçü 5' Dilrosun 35' Giménez 73' |               |                  | Bijlow, Pedersen (84' Benita), Trauner, Hancko, López, Timber, Kökçü (84' Bullaude), Dilrosun (74' Wieffer), Jahanbakhsh, Danilo (64' Giménez), Idrissi (63' Paixão) | Olij, Sambo, Vriends, Auassar , Pinto (64' Meijers), De Guzman (64' Lokilo), Kitolano, Mijnans, Van Crooij, Lauritsen (33' Saito), Namli (89' Brouwer) |  |
| Stadion: Stadion Feijenoord, Rotterdam Toeschouwers: 47.500 Scheidsrechter: Van den Kerkhof Video-assistent: Blank |                                   |               |                  | Bijlow, Pedersen (84' Benita), Trauner, Hancko, López, Timber, Kökçü (84' Bullaude), Dilrosun (74' Wieffer), Jahanbakhsh, Danilo (64' Giménez), Idrissi (63' Paixão) | Olij, Sambo, Vriends, Auassar , Pinto (64' Meijers), De Guzman (64' Lokilo), Kitolano, Mijnans, Van Crooij, Lauritsen (33' Saito), Namli (89' Brouwer) |  |
| Stadion: Stadion Feijenoord, Rotterdam Toeschouwers: 47.500 Scheidsrechter: Van den Kerkhof Video-assistent: Blank |                                   |               |                  | Bijlow, Pedersen (84' Benita), Trauner, Hancko, López, Timber, Kökçü (84' Bullaude), Dilrosun (74' Wieffer), Jahanbakhsh, Danilo (64' Giménez), Idrissi (63' Paixão) | Olij, Sambo, Vriends, Auassar , Pinto (64' Meijers), De Guzman (64' Lokilo), Kitolano, Mijnans, Van Crooij, Lauritsen (33' Saito), Namli (89' Brouwer) |  |
| Speler van de wedstrijd: Kökçü (Feyenoord) Bijz.: Brouwer debuteerde voor Sparta Rotterdam. Afwezig: Coremans      |                                   |               |                  | | |  |

| Speelronde 7: 17 september 2022, 16:30 uur                                                                                              | Sparta Rotterdam                  | 2 – 1 (0 – 0) | FC Groningen | Opstelling Sparta Rotterdam | Opstelling FC Groningen |  |
| Stadion: Het Kasteel, Rotterdam Toeschouwers: 9.657 Scheidsrechter: Makkelie Video-assistent: Martens                                   | Mijnans 73' Van Crooij 90' (pen.) |               | 61' Pepi     | Schoonderwaldt, Sambo, Vriends, Auassar , Pinto, De Guzman (76' Van Mullem), Kitolano, Mijnans (90' Verschueren), Van Crooij (90+2' Eerdhuijzen), Lauritsen (90' Engels), Saito (76' Namli) | Verrips 84', Balker 28', Te Wierik, Šverko 79', Van Gelderen (90+1' Lundqvist), Pelupessy , Duarte, Määttä (73' Kasanwirjo), Suslov, Pepi (65' Krüger), Abraham |  |
| Stadion: Het Kasteel, Rotterdam Toeschouwers: 9.657 Scheidsrechter: Makkelie Video-assistent: Martens                                   |                                   |               |              | Schoonderwaldt, Sambo, Vriends, Auassar , Pinto, De Guzman (76' Van Mullem), Kitolano, Mijnans (90' Verschueren), Van Crooij (90+2' Eerdhuijzen), Lauritsen (90' Engels), Saito (76' Namli) | Verrips 84', Balker 28', Te Wierik, Šverko 79', Van Gelderen (90+1' Lundqvist), Pelupessy , Duarte, Määttä (73' Kasanwirjo), Suslov, Pepi (65' Krüger), Abraham |  |
| Stadion: Het Kasteel, Rotterdam Toeschouwers: 9.657 Scheidsrechter: Makkelie Video-assistent: Martens                                   |                                   |               |              | Schoonderwaldt, Sambo, Vriends, Auassar , Pinto, De Guzman (76' Van Mullem), Kitolano, Mijnans (90' Verschueren), Van Crooij (90+2' Eerdhuijzen), Lauritsen (90' Engels), Saito (76' Namli) | Verrips 84', Balker 28', Te Wierik, Šverko 79', Van Gelderen (90+1' Lundqvist), Pelupessy , Duarte, Määttä (73' Kasanwirjo), Suslov, Pepi (65' Krüger), Abraham |  |
| Speler van de wedstrijd: Van Crooij (Sparta Rotterdam) Bijz.: Schoonderwaldt debuteerde voor Sparta Rotterdam. Afwezig: Coremans , Olij |                                   |               |              | | |  |

| Speelronde 8: 2 oktober 2022, 16:45 uur                                                                   | RKC Waalwijk               | 2 – 2 (1 – 1) | Sparta Rotterdam     | Opstelling RKC Waalwijk | Opstelling Sparta Rotterdam |  |
| Stadion: Mandemakers Stadion, Waalwijk Toeschouwers: 5.647 Scheidsrechter: Oostrom Video-assistent: Pérez | Kramer 10' Bel Hassani 60' |               | 35', 75' Verschueren | Vaessen, Lelieveld, Gaari, Adewoye 90', Van den Buijs (46' Vroegh), Lutonda, Bel Hassani 67' (72' Bakkali), Anita, Clement (86' Biereth), Kramer (42' Kuijpers), Lobete | Schoonderwaldt, Sambo 62', Vriends, Auassar , Pinto, De Guzman (65' Abels), Verschueren (88' Van Mullem), Mijnans (87' Rekik), Namli (78' Kitolano), Lauritsen, Van Crooij |  |
| Stadion: Mandemakers Stadion, Waalwijk Toeschouwers: 5.647 Scheidsrechter: Oostrom Video-assistent: Pérez |                            |               |                      | Vaessen, Lelieveld, Gaari, Adewoye 90', Van den Buijs (46' Vroegh), Lutonda, Bel Hassani 67' (72' Bakkali), Anita, Clement (86' Biereth), Kramer (42' Kuijpers), Lobete | Schoonderwaldt, Sambo 62', Vriends, Auassar , Pinto, De Guzman (65' Abels), Verschueren (88' Van Mullem), Mijnans (87' Rekik), Namli (78' Kitolano), Lauritsen, Van Crooij |  |
| Stadion: Mandemakers Stadion, Waalwijk Toeschouwers: 5.647 Scheidsrechter: Oostrom Video-assistent: Pérez |                            |               |                      | Vaessen, Lelieveld, Gaari, Adewoye 90', Van den Buijs (46' Vroegh), Lutonda, Bel Hassani 67' (72' Bakkali), Anita, Clement (86' Biereth), Kramer (42' Kuijpers), Lobete | Schoonderwaldt, Sambo 62', Vriends, Auassar , Pinto, De Guzman (65' Abels), Verschueren (88' Van Mullem), Mijnans (87' Rekik), Namli (78' Kitolano), Lauritsen, Van Crooij |  |
| Speler van de wedstrijd: Verschueren (Sparta Rotterdam) Afwezig: Coremans , Olij                          |                            |               |                      | | |  |

| Speelronde 9: 8 oktober 2022, 18:45 uur                                                                  | Sparta Rotterdam                        | 3 – 1 (1 – 0) | FC Emmen   | Opstelling Sparta Rotterdam | Opstelling FC Emmen |  |
| Stadion: Het Kasteel, Rotterdam Toeschouwers: 10.087 Scheidsrechter: Van Boekel Video-assistent: Gansner | Van Crooij 13' Vriends 82' Engels 90+6' |               | 51' Romeny | Olij, Abels 21' (85' Van Mullem), Vriends, Auassar , Pinto, De Guzman (77' Kitolano), Verschueren 90+2' (90+5' Rekik), Mijnans, Namli (77' Saito), Lauritsen 47' (85' Engels 90+6'), Van Crooij | Oelschlägel, Veendorp , Araujo 61', 69', Veldmate (85' Assehnoun 90+8'), Burnet (90+1' Dirksen), Bernadou (46' Bouchouari), Vlak, Diemers, Romeny, Živković (46' El Messaoudi), Mendes (77' Heylen) |  |
| Stadion: Het Kasteel, Rotterdam Toeschouwers: 10.087 Scheidsrechter: Van Boekel Video-assistent: Gansner |                                         |               |            | Olij, Abels 21' (85' Van Mullem), Vriends, Auassar , Pinto, De Guzman (77' Kitolano), Verschueren 90+2' (90+5' Rekik), Mijnans, Namli (77' Saito), Lauritsen 47' (85' Engels 90+6'), Van Crooij | Oelschlägel, Veendorp , Araujo 61', 69', Veldmate (85' Assehnoun 90+8'), Burnet (90+1' Dirksen), Bernadou (46' Bouchouari), Vlak, Diemers, Romeny, Živković (46' El Messaoudi), Mendes (77' Heylen) |  |
| Stadion: Het Kasteel, Rotterdam Toeschouwers: 10.087 Scheidsrechter: Van Boekel Video-assistent: Gansner |                                         |               |            | Olij, Abels 21' (85' Van Mullem), Vriends, Auassar , Pinto, De Guzman (77' Kitolano), Verschueren 90+2' (90+5' Rekik), Mijnans, Namli (77' Saito), Lauritsen 47' (85' Engels 90+6'), Van Crooij | Oelschlägel, Veendorp , Araujo 61', 69', Veldmate (85' Assehnoun 90+8'), Burnet (90+1' Dirksen), Bernadou (46' Bouchouari), Vlak, Diemers, Romeny, Živković (46' El Messaoudi), Mendes (77' Heylen) |  |
| Speler van de wedstrijd: Van Crooij (Sparta Rotterdam) Afwezig: Coremans , Sambo                         |                                         |               |            | | |  |

| Speelronde 10: 16 oktober 2022, 12:15 uur                                                               | Sparta Rotterdam       | 2 – 0 (2 – 0) | N.E.C. | Opstelling Sparta Rotterdam | Opstelling N.E.C. |  |
| Stadion: Het Kasteel, Rotterdam Toeschouwers: 10.420 Scheidsrechter: Hensgens Video-assistent: Manschot | Abels 7' De Guzman 29' |               |        | Olij, Abels, Vriends, Auassar , Pinto, De Guzman (82' Van Mullem), Kitolano, Verschueren, Mijnans (90' Rekik), Lauritsen 85' (90+1' Engels), Saito (68' Van Crooij 79') | Cillessen, Van Rooij, Márquez, Verdonk 79', El Karouani 25' (71' Cissoko), Proper (71' Duelund), Schöne , Tannane 62', Tavşan, Dimata, Mattsson (57' Marques) |  |
| Stadion: Het Kasteel, Rotterdam Toeschouwers: 10.420 Scheidsrechter: Hensgens Video-assistent: Manschot |                        |               |        | Olij, Abels, Vriends, Auassar , Pinto, De Guzman (82' Van Mullem), Kitolano, Verschueren, Mijnans (90' Rekik), Lauritsen 85' (90+1' Engels), Saito (68' Van Crooij 79') | Cillessen, Van Rooij, Márquez, Verdonk 79', El Karouani 25' (71' Cissoko), Proper (71' Duelund), Schöne , Tannane 62', Tavşan, Dimata, Mattsson (57' Marques) |  |
| Stadion: Het Kasteel, Rotterdam Toeschouwers: 10.420 Scheidsrechter: Hensgens Video-assistent: Manschot |                        |               |        | Olij, Abels, Vriends, Auassar , Pinto, De Guzman (82' Van Mullem), Kitolano, Verschueren, Mijnans (90' Rekik), Lauritsen 85' (90+1' Engels), Saito (68' Van Crooij 79') | Cillessen, Van Rooij, Márquez, Verdonk 79', El Karouani 25' (71' Cissoko), Proper (71' Duelund), Schöne , Tannane 62', Tavşan, Dimata, Mattsson (57' Marques) |  |
| Speler van de wedstrijd: De Guzman (Sparta Rotterdam) Afwezig: Coremans , Namli , Sambo                 |                        |               |        | | |  |

| Speelronde 11: 23 oktober 2022, 16:45 uur                                                                  | FC Utrecht                        | 3 – 1 (1 – 0) | Sparta Rotterdam | Opstelling FC Utrecht | Opstelling Sparta Rotterdam |  |
| Stadion: Stadion Galgenwaard, Utrecht Toeschouwers: 20.048 Scheidsrechter: Nijhuis Video-assistent: Teuben | Redan 6' Douvikas 48' Klaiber 80' |               | 84' Kitolano     | Barkas, Klaiber, Van der Hoorn (75' Kluivert), Sagnan, Van der Maarel , Toornstra, Brouwers, Booth (57' Boussaid), Van de Streek (72' Bozdoğan), Redan (72' Dost), Douvikas | Olij, Abels (46' Sambo), Vriends (86' Engels), Auassar (72' Eerdhuijzen 90+5'), Pinto, Van Mullem (72' Saito), Kitolano, Verschueren, Mijnans, Lauritsen, Van Crooij 90+3' |  |
| Stadion: Stadion Galgenwaard, Utrecht Toeschouwers: 20.048 Scheidsrechter: Nijhuis Video-assistent: Teuben |                                   |               |                  | Barkas, Klaiber, Van der Hoorn (75' Kluivert), Sagnan, Van der Maarel , Toornstra, Brouwers, Booth (57' Boussaid), Van de Streek (72' Bozdoğan), Redan (72' Dost), Douvikas | Olij, Abels (46' Sambo), Vriends (86' Engels), Auassar (72' Eerdhuijzen 90+5'), Pinto, Van Mullem (72' Saito), Kitolano, Verschueren, Mijnans, Lauritsen, Van Crooij 90+3' |  |
| Stadion: Stadion Galgenwaard, Utrecht Toeschouwers: 20.048 Scheidsrechter: Nijhuis Video-assistent: Teuben |                                   |               |                  | Barkas, Klaiber, Van der Hoorn (75' Kluivert), Sagnan, Van der Maarel , Toornstra, Brouwers, Booth (57' Boussaid), Van de Streek (72' Bozdoğan), Redan (72' Dost), Douvikas | Olij, Abels (46' Sambo), Vriends (86' Engels), Auassar (72' Eerdhuijzen 90+5'), Pinto, Van Mullem (72' Saito), Kitolano, Verschueren, Mijnans, Lauritsen, Van Crooij 90+3' |  |
| Speler van de wedstrijd: Douvikas (FC Utrecht) Afwezig: Coremans , Namli , Rekik                           |                                   |               |                  | | |  |

| Speelronde 12: 29 oktober 2022, 18:45 uur                                                                       | Sparta Rotterdam                           | 3 – 1 (1 – 1) | Fortuna Sittard | Opstelling Sparta Rotterdam | Opstelling Fortuna Sittard |  |
| Stadion: Het Kasteel, Rotterdam Toeschouwers: 10.221 Scheidsrechter: Gözübüyük Video-assistent: Van den Kerkhof | Verschueren 26', 83' Van Crooij 54' (pen.) |               | 19' Noslin      | Olij, Sambo (65' Abels), Vriends 18', Auassar , Pinto (76' Meijers), Kitolano, Verschueren (90+4' Lokilo), Mijnans (90+4' Eerdhuijzen), Saito (65' Van Mullem), Lauritsen (80' Engels), Van Crooij | Pandur, Pinto, Navarro 53' (89' Bassett), Siovas (46' Guth), Cox, Ferati (58' Erdoğan), Özyakup, Seuntjens , Noslin (59' Embaló), Yılmaz 72', Córdoba (76' Gladon) |  |
| Stadion: Het Kasteel, Rotterdam Toeschouwers: 10.221 Scheidsrechter: Gözübüyük Video-assistent: Van den Kerkhof |                                            |               |                 | Olij, Sambo (65' Abels), Vriends 18', Auassar , Pinto (76' Meijers), Kitolano, Verschueren (90+4' Lokilo), Mijnans (90+4' Eerdhuijzen), Saito (65' Van Mullem), Lauritsen (80' Engels), Van Crooij | Pandur, Pinto, Navarro 53' (89' Bassett), Siovas (46' Guth), Cox, Ferati (58' Erdoğan), Özyakup, Seuntjens , Noslin (59' Embaló), Yılmaz 72', Córdoba (76' Gladon) |  |
| Stadion: Het Kasteel, Rotterdam Toeschouwers: 10.221 Scheidsrechter: Gözübüyük Video-assistent: Van den Kerkhof |                                            |               |                 | Olij, Sambo (65' Abels), Vriends 18', Auassar , Pinto (76' Meijers), Kitolano, Verschueren (90+4' Lokilo), Mijnans (90+4' Eerdhuijzen), Saito (65' Van Mullem), Lauritsen (80' Engels), Van Crooij | Pandur, Pinto, Navarro 53' (89' Bassett), Siovas (46' Guth), Cox, Ferati (58' Erdoğan), Özyakup, Seuntjens , Noslin (59' Embaló), Yılmaz 72', Córdoba (76' Gladon) |  |
| Speler van de wedstrijd: Verschueren (Sparta Rotterdam) Afwezig: Coremans , De Guzman , Namli , Rekik           |                                            |               |                 | | |  |

| Speelronde 13: 5 november 2022, 16:30 uur                                                           | SBV Vitesse | 0 – 4 (0 – 0) | Sparta Rotterdam                                 | Opstelling SBV Vitesse | Opstelling Sparta Rotterdam |  |
| Stadion: GelreDome, Arnhem Toeschouwers: 16.493 Scheidsrechter: Van Boekel Video-assistent: Kooij   |             |               | 69', 88' Lauritsen 72' Mijnans 90+1' Verschueren | Reiziger, Arcus, Meulensteen (17' Ferro), Cornelisse, Wittek, Flamingo, Tronstad 7' (82' Jonathans), Bero , Kozłowski (73' Yapi), Van Duivenbooden (73' Frederiksen), Vidović (73' Manhoef) | Olij, Sambo, Vriends, Auassar , Pinto, Kitolano, Verschueren, Mijnans (89' Eerdhuijzen), Van Crooij (83' Lokilo), Lauritsen (89' Engels), Saito (61' Van Mullem) |  |
| Stadion: GelreDome, Arnhem Toeschouwers: 16.493 Scheidsrechter: Van Boekel Video-assistent: Kooij   |             |               |                                                  | Reiziger, Arcus, Meulensteen (17' Ferro), Cornelisse, Wittek, Flamingo, Tronstad 7' (82' Jonathans), Bero , Kozłowski (73' Yapi), Van Duivenbooden (73' Frederiksen), Vidović (73' Manhoef) | Olij, Sambo, Vriends, Auassar , Pinto, Kitolano, Verschueren, Mijnans (89' Eerdhuijzen), Van Crooij (83' Lokilo), Lauritsen (89' Engels), Saito (61' Van Mullem) |  |
| Stadion: GelreDome, Arnhem Toeschouwers: 16.493 Scheidsrechter: Van Boekel Video-assistent: Kooij   |             |               |                                                  | Reiziger, Arcus, Meulensteen (17' Ferro), Cornelisse, Wittek, Flamingo, Tronstad 7' (82' Jonathans), Bero , Kozłowski (73' Yapi), Van Duivenbooden (73' Frederiksen), Vidović (73' Manhoef) | Olij, Sambo, Vriends, Auassar , Pinto, Kitolano, Verschueren, Mijnans (89' Eerdhuijzen), Van Crooij (83' Lokilo), Lauritsen (89' Engels), Saito (61' Van Mullem) |  |
| Speler van de wedstrijd: Lauritsen (Sparta Rotterdam) Afwezig: Coremans , De Guzman , Namli , Rekik |             |               |                                                  | | |  |

| Speelronde 14: 11 november 2022, 20:00 uur                                                             | Sparta Rotterdam | 1 – 1 (0 – 0) | FC Twente  | Opstelling Sparta Rotterdam | Opstelling FC Twente |  |
| Stadion: Het Kasteel, Rotterdam Toeschouwers: 10.606 Scheidsrechter: Bos Video-assistent: Van der Laan | Verschueren 71'  |               | 63' Steijn | Olij, Sambo, Vriends, Auassar (69' Eerdhuijzen), Pinto, Van Mullem 62' (68' Saito), Kitolano, Verschueren 60' (90+1' Abels), Mijnans, Lauritsen, Van Crooij | Unnerstall, Salah-Eddine, Hilgers, Pleguezuelo, Smal, Zerrouki, Vlap, Steijn, Černý (64' Rots), Van Wolfswinkel (81' Ugalde), Misidjan (64' Cleonise) |  |
| Stadion: Het Kasteel, Rotterdam Toeschouwers: 10.606 Scheidsrechter: Bos Video-assistent: Van der Laan |                  |               |            | Olij, Sambo, Vriends, Auassar (69' Eerdhuijzen), Pinto, Van Mullem 62' (68' Saito), Kitolano, Verschueren 60' (90+1' Abels), Mijnans, Lauritsen, Van Crooij | Unnerstall, Salah-Eddine, Hilgers, Pleguezuelo, Smal, Zerrouki, Vlap, Steijn, Černý (64' Rots), Van Wolfswinkel (81' Ugalde), Misidjan (64' Cleonise) |  |
| Stadion: Het Kasteel, Rotterdam Toeschouwers: 10.606 Scheidsrechter: Bos Video-assistent: Van der Laan |                  |               |            | Olij, Sambo, Vriends, Auassar (69' Eerdhuijzen), Pinto, Van Mullem 62' (68' Saito), Kitolano, Verschueren 60' (90+1' Abels), Mijnans, Lauritsen, Van Crooij | Unnerstall, Salah-Eddine, Hilgers, Pleguezuelo, Smal, Zerrouki, Vlap, Steijn, Černý (64' Rots), Van Wolfswinkel (81' Ugalde), Misidjan (64' Cleonise) |  |
| Speler van de wedstrijd: Steijn (FC Twente) Afwezig: Coremans , De Guzman , Namli                      |                  |               |            | | |  |

| Speelronde 15: 7 januari 2023, 21:00 uur                                                                        | PSV | 0 – 0 | Sparta Rotterdam | Opstelling PSV | Opstelling Sparta Rotterdam |  |
| Stadion: Philips Stadion, Eindhoven Toeschouwers: 33.421 Scheidsrechter: Van der Eijk Video-assistent: Manschot |     |       |                  | Benítez, Teze, Branthwaite, Obispo, Max (85' Van Ginkel), Sangaré, Veerman (68' Gutiérrez), Simons (68' Til), Madueke 51', De Jong , El Ghazi | Olij, Sambo, Vriends 45', Auassar , Pinto (86' Meijers), Van Mullem, Kitolano, Verschueren 70' (88' Eerdhuijzen), Mijnans, Lauritsen, Van Crooij 52' |  |
| Stadion: Philips Stadion, Eindhoven Toeschouwers: 33.421 Scheidsrechter: Van der Eijk Video-assistent: Manschot |     |       |                  | Benítez, Teze, Branthwaite, Obispo, Max (85' Van Ginkel), Sangaré, Veerman (68' Gutiérrez), Simons (68' Til), Madueke 51', De Jong , El Ghazi | Olij, Sambo, Vriends 45', Auassar , Pinto (86' Meijers), Van Mullem, Kitolano, Verschueren 70' (88' Eerdhuijzen), Mijnans, Lauritsen, Van Crooij 52' |  |
| Stadion: Philips Stadion, Eindhoven Toeschouwers: 33.421 Scheidsrechter: Van der Eijk Video-assistent: Manschot |     |       |                  | Benítez, Teze, Branthwaite, Obispo, Max (85' Van Ginkel), Sangaré, Veerman (68' Gutiérrez), Simons (68' Til), Madueke 51', De Jong , El Ghazi | Olij, Sambo, Vriends 45', Auassar , Pinto (86' Meijers), Van Mullem, Kitolano, Verschueren 70' (88' Eerdhuijzen), Mijnans, Lauritsen, Van Crooij 52' |  |
| Speler van de wedstrijd: Olij (Sparta Rotterdam) Afwezig: Coremans , De Guzman , Namli                          |     |       |                  | | |  |

| Speelronde 16: 14 januari 2023, 21:00 uur                                                               | Sparta Rotterdam | 1 – 0 (0 – 0) | Excelsior Rotterdam | Opstelling Sparta Rotterdam | Opstelling Excelsior Rotterdam |  |
| Stadion: Het Kasteel, Rotterdam Toeschouwers: 10.555 Scheidsrechter: Van de Graaf Video-assistent: Smit | Kitolano 90+1'   |               |                     | Olij, Sambo, Vriends, Auassar , Pinto, Kitolano (90+2' Rekik), Van Mullem 23' (82' Namli), Mijnans (90+2' Eerdhuijzen), Van Crooij, Lauritsen, Saito (88' Abels) | Van Gassel, Horemans, Nieuwpoort, El Yaakoubi , Tjoe-A-On, Fein (90+3' Agrafiotis), Baas (72' Koopmeiners), Goudmijn, Azarkan (82' Lamprou), Kharchouch (81' Van Duinen 90'), Driouech (90+3' Seymor) |  |
| Stadion: Het Kasteel, Rotterdam Toeschouwers: 10.555 Scheidsrechter: Van de Graaf Video-assistent: Smit |                  |               |                     | Olij, Sambo, Vriends, Auassar , Pinto, Kitolano (90+2' Rekik), Van Mullem 23' (82' Namli), Mijnans (90+2' Eerdhuijzen), Van Crooij, Lauritsen, Saito (88' Abels) | Van Gassel, Horemans, Nieuwpoort, El Yaakoubi , Tjoe-A-On, Fein (90+3' Agrafiotis), Baas (72' Koopmeiners), Goudmijn, Azarkan (82' Lamprou), Kharchouch (81' Van Duinen 90'), Driouech (90+3' Seymor) |  |
| Stadion: Het Kasteel, Rotterdam Toeschouwers: 10.555 Scheidsrechter: Van de Graaf Video-assistent: Smit |                  |               |                     | Olij, Sambo, Vriends, Auassar , Pinto, Kitolano (90+2' Rekik), Van Mullem 23' (82' Namli), Mijnans (90+2' Eerdhuijzen), Van Crooij, Lauritsen, Saito (88' Abels) | Van Gassel, Horemans, Nieuwpoort, El Yaakoubi , Tjoe-A-On, Fein (90+3' Agrafiotis), Baas (72' Koopmeiners), Goudmijn, Azarkan (82' Lamprou), Kharchouch (81' Van Duinen 90'), Driouech (90+3' Seymor) |  |
| Speler van de wedstrijd: Lauritsen (Sparta Rotterdam) Afwezig: De Guzman , Verschueren                  |                  |               |                     | | |  |

| Speelronde 17: 21 januari 2023, 20:00 uur                                                                                   | SC Cambuur | 0 – 3 (0 – 2) | Sparta Rotterdam                             | Opstelling SC Cambuur | Opstelling Sparta Rotterdam |  |
| Stadion: Cambuurstadion, Leeuwarden Toeschouwers: 9.841 Scheidsrechter: Kamphuis Video-assistent: Gerrets                   |            |               | 9' Lauritsen 18' Saito 51' (pen.) Van Crooij | Virgínia, Schmidt 53' (58' Van Wermeskerken), Bergsma, Smand, Bangura , Hoedemakers (75' Pichel), Jacobs (46' Paulissen), Van Kaam, Van der Water (74' Smit), Boere (46' Uldriķis), Breij | Olij, Sambo, Vriends, Auassar , Pinto, Kitolano, Mijnans (81' Namli), Verschueren, Van Crooij (88' Eerdhuijzen), Lauritsen (88' Melkersen), Saito (60' Van Mullem) |  |
| Stadion: Cambuurstadion, Leeuwarden Toeschouwers: 9.841 Scheidsrechter: Kamphuis Video-assistent: Gerrets                   |            |               |                                              | Virgínia, Schmidt 53' (58' Van Wermeskerken), Bergsma, Smand, Bangura , Hoedemakers (75' Pichel), Jacobs (46' Paulissen), Van Kaam, Van der Water (74' Smit), Boere (46' Uldriķis), Breij | Olij, Sambo, Vriends, Auassar , Pinto, Kitolano, Mijnans (81' Namli), Verschueren, Van Crooij (88' Eerdhuijzen), Lauritsen (88' Melkersen), Saito (60' Van Mullem) |  |
| Stadion: Cambuurstadion, Leeuwarden Toeschouwers: 9.841 Scheidsrechter: Kamphuis Video-assistent: Gerrets                   |            |               |                                              | Virgínia, Schmidt 53' (58' Van Wermeskerken), Bergsma, Smand, Bangura , Hoedemakers (75' Pichel), Jacobs (46' Paulissen), Van Kaam, Van der Water (74' Smit), Boere (46' Uldriķis), Breij | Olij, Sambo, Vriends, Auassar , Pinto, Kitolano, Mijnans (81' Namli), Verschueren, Van Crooij (88' Eerdhuijzen), Lauritsen (88' Melkersen), Saito (60' Van Mullem) |  |
| Speler van de wedstrijd: Lauritsen (Sparta Rotterdam) Bijz.: Melkersen debuteerde voor Sparta Rotterdam. Afwezig: De Guzman |            |               |                                              | | |  |

| Speelronde 18: 24 januari 2023, 21:00 uur                                                                     | Sparta Rotterdam | 0 – 0 (0 – 0) | RKC Waalwijk | Opstelling Sparta Rotterdam | Opstelling RKC Waalwijk |  |
| Stadion: Het Kasteel, Rotterdam Toeschouwers: 9.720 Scheidsrechter: Makkelie Video-assistent: Van den Kerkhof |                  |               |              | Olij, Sambo (46' Abels), Vriends, Auassar , Pinto, Kitolano, Mijnans (90+1' Tahiri), Verschueren, Van Crooij (57' De Guzman), Lauritsen, Saito (12' Namli (90+1' Eerdhuijzen)) | Vaessen, Gaari, Adewoye , Van den Buijs, Lelieveld (63' Bakari), Clement (63' Felida), Anita, Oukili (81' Jozefzoon), Lutonda, Bel Hassani (71' Biereth), Seuntjens (81' Kramer) |  |
| Stadion: Het Kasteel, Rotterdam Toeschouwers: 9.720 Scheidsrechter: Makkelie Video-assistent: Van den Kerkhof |                  |               |              | Olij, Sambo (46' Abels), Vriends, Auassar , Pinto, Kitolano, Mijnans (90+1' Tahiri), Verschueren, Van Crooij (57' De Guzman), Lauritsen, Saito (12' Namli (90+1' Eerdhuijzen)) | Vaessen, Gaari, Adewoye , Van den Buijs, Lelieveld (63' Bakari), Clement (63' Felida), Anita, Oukili (81' Jozefzoon), Lutonda, Bel Hassani (71' Biereth), Seuntjens (81' Kramer) |  |
| Stadion: Het Kasteel, Rotterdam Toeschouwers: 9.720 Scheidsrechter: Makkelie Video-assistent: Van den Kerkhof |                  |               |              | Olij, Sambo (46' Abels), Vriends, Auassar , Pinto, Kitolano, Mijnans (90+1' Tahiri), Verschueren, Van Crooij (57' De Guzman), Lauritsen, Saito (12' Namli (90+1' Eerdhuijzen)) | Vaessen, Gaari, Adewoye , Van den Buijs, Lelieveld (63' Bakari), Clement (63' Felida), Anita, Oukili (81' Jozefzoon), Lutonda, Bel Hassani (71' Biereth), Seuntjens (81' Kramer) |  |
| Speler van de wedstrijd: Olij (Sparta Rotterdam)                                                              |                  |               |              | | |  |

| Speelronde 19: 28 januari 2023, 20:00 uur                                                             | N.E.C.      | 1 – 1 (0 – 0) | Sparta Rotterdam | Opstelling N.E.C. | Opstelling Sparta Rotterdam |  |
| Stadion: Goffertstadion, Nijmegen Toeschouwers: 12.500 Scheidsrechter: Martens Video-assistent: Pérez | Marques 80' |               | 58' Van Crooij   | Cillessen, Van Rooij, Márquez 76', Sandler, El Karouani, Schöne, Proper, Duelund (75' Marques), Tavşan, Dimata, Cissoko (83' Musaba) | Olij, Sambo (78' Rekik), Vriends (43' Abels), Auassar (43' Eerdhuijzen 56'), Pinto, Kitolano 84', Mijnans, Verschueren, Namli (46' De Guzman), Lauritsen (88' Van Mullem), Van Crooij |  |
| Stadion: Goffertstadion, Nijmegen Toeschouwers: 12.500 Scheidsrechter: Martens Video-assistent: Pérez |             |               |                  | Cillessen, Van Rooij, Márquez 76', Sandler, El Karouani, Schöne, Proper, Duelund (75' Marques), Tavşan, Dimata, Cissoko (83' Musaba) | Olij, Sambo (78' Rekik), Vriends (43' Abels), Auassar (43' Eerdhuijzen 56'), Pinto, Kitolano 84', Mijnans, Verschueren, Namli (46' De Guzman), Lauritsen (88' Van Mullem), Van Crooij |  |
| Stadion: Goffertstadion, Nijmegen Toeschouwers: 12.500 Scheidsrechter: Martens Video-assistent: Pérez |             |               |                  | Cillessen, Van Rooij, Márquez 76', Sandler, El Karouani, Schöne, Proper, Duelund (75' Marques), Tavşan, Dimata, Cissoko (83' Musaba) | Olij, Sambo (78' Rekik), Vriends (43' Abels), Auassar (43' Eerdhuijzen 56'), Pinto, Kitolano 84', Mijnans, Verschueren, Namli (46' De Guzman), Lauritsen (88' Van Mullem), Van Crooij |  |
| Speler van de wedstrijd: Marques (N.E.C.) Afwezig: Saito                                              |             |               |                  | | |  |

| Speelronde 20: 3 februari 2023, 20:00 uur | Fortuna Sittard | 0 – 0 (0 – 0) | Sparta Rotterdam | Opstelling Fortuna Sittard | Opstelling Sparta Rotterdam                                                                                      |  |
| Stadion: Fortuna Sittard Stadion, Sittard Toeschouwers: 10.278 Scheidsrechter: Lindhout Video-assistent: Blank |                 |               |                  | Pandur, Pinto, Guth, Siovas, Cox, Bistrović, Ferati (46' Erdoğan), Özyakup (65' Noslin), Córdoba (83' Gladon), Yılmaz , Embaló (64' Vita) | Olij, Sambo, Abels, Auassar , Pinto, De Guzman, Kitolano, Verschueren, Namli (76' Tahiri), Lauritsen, Van Crooij |  |
| Stadion: Fortuna Sittard Stadion, Sittard Toeschouwers: 10.278 Scheidsrechter: Lindhout Video-assistent: Blank |                 |               |                  | Pandur, Pinto, Guth, Siovas, Cox, Bistrović, Ferati (46' Erdoğan), Özyakup (65' Noslin), Córdoba (83' Gladon), Yılmaz , Embaló (64' Vita) | Olij, Sambo, Abels, Auassar , Pinto, De Guzman, Kitolano, Verschueren, Namli (76' Tahiri), Lauritsen, Van Crooij |  |
| Stadion: Fortuna Sittard Stadion, Sittard Toeschouwers: 10.278 Scheidsrechter: Lindhout Video-assistent: Blank |                 |               |                  | Pandur, Pinto, Guth, Siovas, Cox, Bistrović, Ferati (46' Erdoğan), Özyakup (65' Noslin), Córdoba (83' Gladon), Yılmaz , Embaló (64' Vita) | Olij, Sambo, Abels, Auassar , Pinto, De Guzman, Kitolano, Verschueren, Namli (76' Tahiri), Lauritsen, Van Crooij |  |
| Speler van de wedstrijd: Olij (Sparta Rotterdam) Bijz.: Sparta Rotterdam droeg in deze wedstrijd voor het eerst het derde tenue, die volledig zwart is als ode aan de nacht en aan Jules Deelder. Afwezig: Saito , Vriends |                 |               |                  | | |  |

| Speelronde 21: 12 februari 2023, 12:15 uur                                                             | Sparta Rotterdam            | 2 – 1 (1 – 0) | Go Ahead Eagles | Opstelling Sparta Rotterdam | Opstelling Go Ahead Eagles |  |
| Stadion: Het Kasteel, Rotterdam Toeschouwers: 10.130 Scheidsrechter: Manschot Video-assistent: Oostrom | Van Crooij 4' Lauritsen 58' |               | 53' Stokkers    | Olij, Sambo, Abels, Auassar , Pinto (62' Meijers), De Guzman 26' (71' Van Mullem), Kitolano, Verschueren, Namli (71' Saito), Lauritsen (85' Eerdhuijzen), Van Crooij | De Lange, Deijl , Nauber, Amofa 49' (74' Fernandes), Oppegård, Idzes 90+3', Blomme (46' Linthorst), Rommens (83' Sow), Adekanye (83' Fontán), Stokkers, Lidberg 51' |  |
| Stadion: Het Kasteel, Rotterdam Toeschouwers: 10.130 Scheidsrechter: Manschot Video-assistent: Oostrom |                             |               |                 | Olij, Sambo, Abels, Auassar , Pinto (62' Meijers), De Guzman 26' (71' Van Mullem), Kitolano, Verschueren, Namli (71' Saito), Lauritsen (85' Eerdhuijzen), Van Crooij | De Lange, Deijl , Nauber, Amofa 49' (74' Fernandes), Oppegård, Idzes 90+3', Blomme (46' Linthorst), Rommens (83' Sow), Adekanye (83' Fontán), Stokkers, Lidberg 51' |  |
| Stadion: Het Kasteel, Rotterdam Toeschouwers: 10.130 Scheidsrechter: Manschot Video-assistent: Oostrom |                             |               |                 | Olij, Sambo, Abels, Auassar , Pinto (62' Meijers), De Guzman 26' (71' Van Mullem), Kitolano, Verschueren, Namli (71' Saito), Lauritsen (85' Eerdhuijzen), Van Crooij | De Lange, Deijl , Nauber, Amofa 49' (74' Fernandes), Oppegård, Idzes 90+3', Blomme (46' Linthorst), Rommens (83' Sow), Adekanye (83' Fontán), Stokkers, Lidberg 51' |  |
| Speler van de wedstrijd: Van Crooij (Sparta Rotterdam) Afwezig: Vriends                                |                             |               |                 | | |  |

| Speelronde 22: 19 februari 2023, 16:45 uur                                                                           | AFC Ajax                                  | 4 – 0 (2 – 0) | Sparta Rotterdam | Opstelling AFC Ajax | Opstelling Sparta Rotterdam |  |
| Stadion: Johan Cruijff ArenA, Amsterdam Toeschouwers: 54.410 Scheidsrechter: Van Boekel Video-assistent: Teuben      | Tadić 6', 64' (pen.) Taylor 27' Kudus 84' |               |                  | Rulli, Rensch, Timber, Álvarez (70' Bassey), Wijndal (78' Hato), Taylor (86' Grillitsch), Berghuis (78' Conceição), Klaassen, Kudus, Tadić , Bergwijn (70' Brobbey) | Olij, Sambo (86' Vriends), Abels, Auassar , Pinto (72' Meijers), De Guzman, Kitolano, Verschueren (86' Alemañ), Van Crooij (72' Van Mullem), Lauritsen, Saito (90+1' Rosario 90+2') |  |
| Stadion: Johan Cruijff ArenA, Amsterdam Toeschouwers: 54.410 Scheidsrechter: Van Boekel Video-assistent: Teuben      |                                           |               |                  | Rulli, Rensch, Timber, Álvarez (70' Bassey), Wijndal (78' Hato), Taylor (86' Grillitsch), Berghuis (78' Conceição), Klaassen, Kudus, Tadić , Bergwijn (70' Brobbey) | Olij, Sambo (86' Vriends), Abels, Auassar , Pinto (72' Meijers), De Guzman, Kitolano, Verschueren (86' Alemañ), Van Crooij (72' Van Mullem), Lauritsen, Saito (90+1' Rosario 90+2') |  |
| Stadion: Johan Cruijff ArenA, Amsterdam Toeschouwers: 54.410 Scheidsrechter: Van Boekel Video-assistent: Teuben      |                                           |               |                  | Rulli, Rensch, Timber, Álvarez (70' Bassey), Wijndal (78' Hato), Taylor (86' Grillitsch), Berghuis (78' Conceição), Klaassen, Kudus, Tadić , Bergwijn (70' Brobbey) | Olij, Sambo (86' Vriends), Abels, Auassar , Pinto (72' Meijers), De Guzman, Kitolano, Verschueren (86' Alemañ), Van Crooij (72' Van Mullem), Lauritsen, Saito (90+1' Rosario 90+2') |  |
| Speler van de wedstrijd: Tadić (AFC Ajax) Bijz.: Alemañ en Rosario debuteerden voor Sparta Rotterdam. Afwezig: Namli |                                           |               |                  | | |  |

| Speelronde 23: 24 februari 2023, 20:00 uur                                                            | Sparta Rotterdam | 0 – 3 (0 – 0) | FC Utrecht                           | Opstelling Sparta Rotterdam | Opstelling FC Utrecht |  |
| Stadion: Het Kasteel, Rotterdam Toeschouwers: 10.321 Scheidsrechter: Kooij Video-assistent: Gözübüyük |                  |               | 74' Jensen 88' Boussaid 89' Descotte | Olij, Sambo 38' (90+3' Meissen), Vriends, Auassar 49', Pinto (83' Namli 90+2'), Kitolano, De Guzman 71' (83' Melkersen), Verschueren, Van Crooij (90+3' Van Mullem), Lauritsen, Saito (51' Eerdhuijzen) | Barkas, Klaiber, Van der Hoorn, Sagnan 45+1', Van der Maarel (84' Ter Avest), Toornstra, Brouwers 27', Van de Streek, Booth (69' Jensen), Douvikas (84' Descotte), Boussaid (90' Ramselaar 90+5') |  |
| Stadion: Het Kasteel, Rotterdam Toeschouwers: 10.321 Scheidsrechter: Kooij Video-assistent: Gözübüyük |                  |               |                                      | Olij, Sambo 38' (90+3' Meissen), Vriends, Auassar 49', Pinto (83' Namli 90+2'), Kitolano, De Guzman 71' (83' Melkersen), Verschueren, Van Crooij (90+3' Van Mullem), Lauritsen, Saito (51' Eerdhuijzen) | Barkas, Klaiber, Van der Hoorn, Sagnan 45+1', Van der Maarel (84' Ter Avest), Toornstra, Brouwers 27', Van de Streek, Booth (69' Jensen), Douvikas (84' Descotte), Boussaid (90' Ramselaar 90+5') |  |
| Stadion: Het Kasteel, Rotterdam Toeschouwers: 10.321 Scheidsrechter: Kooij Video-assistent: Gözübüyük |                  |               |                                      | Olij, Sambo 38' (90+3' Meissen), Vriends, Auassar 49', Pinto (83' Namli 90+2'), Kitolano, De Guzman 71' (83' Melkersen), Verschueren, Van Crooij (90+3' Van Mullem), Lauritsen, Saito (51' Eerdhuijzen) | Barkas, Klaiber, Van der Hoorn, Sagnan 45+1', Van der Maarel (84' Ter Avest), Toornstra, Brouwers 27', Van de Streek, Booth (69' Jensen), Douvikas (84' Descotte), Boussaid (90' Ramselaar 90+5') |  |
| Speler van de wedstrijd: Victor Jensen (FC Utrecht) Bijz.: Meissen debuteerde voor Sparta Rotterdam.  |                  |               |                                      | | |  |

| Speelronde 24: 5 maart 2023, 12:15 uur         | Excelsior Rotterdam | – (–) | Sparta Rotterdam | Opstelling Excelsior Rotterdam | Opstelling Sparta Rotterdam |
| Stadion: Van Donge & De Roo Stadion, Rotterdam |                     |       |                  |                                |                             |
|                                                |                     |       |                  |                                |                             |
|                                                |                     |       |                  |                                |                             |
| Afwezig: Auassar                               |                     |       |                  |                                |                             |

| Speelronde 25: 11 maart 2023, 21:00 uur | Sparta Rotterdam | – (–) | SBV Vitesse | Opstelling Sparta Rotterdam | Opstelling SBV Vitesse |
| Stadion: Het Kasteel, Rotterdam         |                  |       |             |                             |                        |
|                                         |                  |       |             |                             |                        |
|                                         |                  |       |             |                             |                        |
|                                         |                  |       |             |                             |                        |

| Speelronde 26: 18 maart 2023, 18:45 uur | FC Emmen | – (–) | Sparta Rotterdam | Opstelling FC Emmen | Opstelling Sparta Rotterdam |
| Stadion: De Oude Meerdijk, Emmen        |          |       |                  |                     |                             |
|                                         |          |       |                  |                     |                             |
|                                         |          |       |                  |                     |                             |
|                                         |          |       |                  |                     |                             |

| Speelronde 27: 2 april 2023, 14:30 uur | Sparta Rotterdam | – (–) | Feyenoord | Opstelling Sparta Rotterdam | Opstelling Feyenoord |
| Stadion: Het Kasteel, Rotterdam        |                  |       |           |                             |                      |
|                                        |                  |       |           |                             |                      |
|                                        |                  |       |           |                             |                      |
|                                        |                  |       |           |                             |                      |

| Speelronde 28: 9 april 2023, 16:45 uur | AZ | – (–) | Sparta Rotterdam | Opstelling AZ | Opstelling Sparta Rotterdam |
| Stadion: AFAS Stadion, Alkmaar         |    |       |                  |               |                             |
|                                        |    |       |                  |               |                             |
|                                        |    |       |                  |               |                             |
|                                        |    |       |                  |               |                             |

| Speelronde 29: 15 april 2023, 21:00 uur | Sparta Rotterdam | – (–) | sc Heerenveen | Opstelling Sparta Rotterdam | Opstelling sc Heerenveen |
| Stadion: Het Kasteel, Rotterdam         |                  |       |               |                             |                          |
|                                         |                  |       |               |                             |                          |
|                                         |                  |       |               |                             |                          |
|                                         |                  |       |               |                             |                          |

| Speelronde 30: 23 april 2023, 12:15 uur | FC Twente | – (–) | Sparta Rotterdam | Opstelling FC Twente | Opstelling Sparta Rotterdam |
| Stadion: De Grolsch Veste, Enschede     |           |       |                  |                      |                             |
|                                         |           |       |                  |                      |                             |
|                                         |           |       |                  |                      |                             |
|                                         |           |       |                  |                      |                             |

| Speelronde 31: 6 mei 2023, 18:45 uur | Sparta Rotterdam | – (–) | PSV | Opstelling Sparta Rotterdam | Opstelling PSV |
| Stadion: Het Kasteel, Rotterdam      |                  |       |     |                             |                |
|                                      |                  |       |     |                             |                |
|                                      |                  |       |     |                             |                |
|                                      |                  |       |     |                             |                |

| Speelronde 32: 13 mei 2023, 18:45 uur | FC Volendam | – (–) | Sparta Rotterdam | Opstelling FC Volendam | Opstelling Sparta Rotterdam |
| Stadion: Kras Stadion, Volendam       |             |       |                  |                        |                             |
|                                       |             |       |                  |                        |                             |
|                                       |             |       |                  |                        |                             |
|                                       |             |       |                  |                        |                             |

| Speelronde 33: 21 mei 2023, 14:30 uur | Sparta Rotterdam | – (–) | SC Cambuur | Opstelling Sparta Rotterdam | Opstelling SC Cambuur |
| Stadion: Het Kasteel, Rotterdam       |                  |       |            |                             |                       |
|                                       |                  |       |            |                             |                       |
|                                       |                  |       |            |                             |                       |
|                                       |                  |       |            |                             |                       |

| Speelronde 34: 28 mei 2023, 14:30 uur | FC Groningen | – (–) | Sparta Rotterdam | Opstelling FC Groningen | Opstelling Sparta Rotterdam |
| Stadion: Euroborg, Groningen          |              |       |                  |                         |                             |
|                                       |              |       |                  |                         |                             |
|                                       |              |       |                  |                         |                             |
|                                       |              |       |                  |                         |                             |

## KNVB Beker

### Schema
|  | Eerste ronde | Eerste ronde     | Eerste ronde |  |   | Tweede ronde | Tweede ronde     | Tweede ronde |  |  |  |  |  |  |  |  |  |  |  |  |  |  |  |  |  |  |  |  |
|  |              |                  |              |  |   |              |                  |              |  |  |  |  |  |  |  |  |  |  |  |  |  |  |  |  |  |  |  |  |
|  | III          | OFC              | 1            |  |   |              |                  |              |  |  |  |  |  |  |  |  |  |  |  |  |  |  |  |  |  |  |  |  |
|  | I            | Sparta Rotterdam | 3            |  |   | I            | Sparta Rotterdam | 1            |  |  |  |  |  |  |  |  |  |  |  |  |  |  |  |  |  |  |  |  |
|  |              |                  |              |  | I | PSV          | 2                |              |  |  |  |  |  |  |  |  |  |  |  |  |  |  |  |  |  |  |  |  |
|  |              |                  |              |  |   |              |                  |              |  |  |  |  |  |  |  |  |  |  |  |  |  |  |  |  |  |  |  |  |
|  |              |                  |              |  |   |              |                  |              |  |  |  |  |  |  |  |  |  |  |  |  |  |  |  |  |  |  |  |  |
|  |              |                  |              |  |   |              |                  |              |  |  |  |  |  |  |  |  |  |  |  |  |  |  |  |  |  |  |  |  |
|  |              |                  |              |  |   |              |                  |              |  |  |  |  |  |  |  |  |  |  |  |  |  |  |  |  |  |  |  |  |

### Wedstrijden
| Eerste ronde: 20 oktober 2022, 20:00 uur | OFC               | 1 – 3 (1 – 1) | Sparta Rotterdam             | Opstelling OFC | Opstelling Sparta Rotterdam |  |
| Stadion: Sportcomplex Purmersteijn, Purmerend Toeschouwers: 1.000 Scheidsrechter: Gansner | Butter 19' (pen.) |               | 3' Lokilo 82', 85' Lauritsen | Bouwman, Haddad, Burger (87' Wijdenbosch), Van den Heuvel, Bäly 64', Veerman, Frimpong 38' (84' Reclaoui), Van der Linde, Walberg 75' (77' Prijor), Butter, Belarbi | D. Van Crooij, Sambo 19', Drakpe (70' Lauritsen), Eerdhuijzen (87' Meerstadt), Meijers, Van Mullem, Lokilo, Brouwer (46' Mijnans), Engels, Saito (70' V. Van Crooij), Tahiri (46' Verschueren) |  |
| Stadion: Sportcomplex Purmersteijn, Purmerend Toeschouwers: 1.000 Scheidsrechter: Gansner |                   |               |                              | Bouwman, Haddad, Burger (87' Wijdenbosch), Van den Heuvel, Bäly 64', Veerman, Frimpong 38' (84' Reclaoui), Van der Linde, Walberg 75' (77' Prijor), Butter, Belarbi | D. Van Crooij, Sambo 19', Drakpe (70' Lauritsen), Eerdhuijzen (87' Meerstadt), Meijers, Van Mullem, Lokilo, Brouwer (46' Mijnans), Engels, Saito (70' V. Van Crooij), Tahiri (46' Verschueren) |  |
| Stadion: Sportcomplex Purmersteijn, Purmerend Toeschouwers: 1.000 Scheidsrechter: Gansner |                   |               |                              | Bouwman, Haddad, Burger (87' Wijdenbosch), Van den Heuvel, Bäly 64', Veerman, Frimpong 38' (84' Reclaoui), Van der Linde, Walberg 75' (77' Prijor), Butter, Belarbi | D. Van Crooij, Sambo 19', Drakpe (70' Lauritsen), Eerdhuijzen (87' Meerstadt), Meijers, Van Mullem, Lokilo, Brouwer (46' Mijnans), Engels, Saito (70' V. Van Crooij), Tahiri (46' Verschueren) |  |
| Bijz.: De wedstrijd werd op Sportcomplex Purmersteijn in Purmerend gespeeld, omdat de lichtinstallatie van Sportpark OFC, de thuisbasis van OFC, niet voldeed aan de eisen van het toernooi. Sparta Rotterdam kwalificeerde zich voor de tweede ronde. Tahiri debuteerde voor Sparta Rotterdam. |                   |               |                              | | |  |

| Tweede ronde: 10 januari 2023, 21:00 uur                                                                | Sparta Rotterdam | 1 – 2 (0 – 2) | PSV                      | Opstelling Sparta Rotterdam | Opstelling PSV |  |
| Stadion: Het Kasteel, Rotterdam Toeschouwers: 10.606 Scheidsrechter: Gözübüyük                          | Verschueren 61'  |               | 34' Simons 45+1' Madueke | Olij, Sambo, Vriends (88' Tahiri), Auassar (58' Eerdhuijzen), Pinto, Van Mullem (45' Saito), Kitolano, Verschueren, Mijnans, Laurtisen, Van Crooij | Drommel, Teze 80' (83' Mwene), Ramalho, Branthwaite, Max, Gutiérrez, Sangaré, Simons (78' Saibari), Madueke, De Jong (68' Til), El Ghazi (68' Vertessen) |  |
| Stadion: Het Kasteel, Rotterdam Toeschouwers: 10.606 Scheidsrechter: Gözübüyük                          |                  |               |                          | Olij, Sambo, Vriends (88' Tahiri), Auassar (58' Eerdhuijzen), Pinto, Van Mullem (45' Saito), Kitolano, Verschueren, Mijnans, Laurtisen, Van Crooij | Drommel, Teze 80' (83' Mwene), Ramalho, Branthwaite, Max, Gutiérrez, Sangaré, Simons (78' Saibari), Madueke, De Jong (68' Til), El Ghazi (68' Vertessen) |  |
| Stadion: Het Kasteel, Rotterdam Toeschouwers: 10.606 Scheidsrechter: Gözübüyük                          |                  |               |                          | Olij, Sambo, Vriends (88' Tahiri), Auassar (58' Eerdhuijzen), Pinto, Van Mullem (45' Saito), Kitolano, Verschueren, Mijnans, Laurtisen, Van Crooij | Drommel, Teze 80' (83' Mwene), Ramalho, Branthwaite, Max, Gutiérrez, Sangaré, Simons (78' Saibari), Madueke, De Jong (68' Til), El Ghazi (68' Vertessen) |  |
| Bijz.: Sparta Rotterdam werd uitgeschakeld uit het bekertoernooi. Afwezig: Coremans , De Guzman , Namli |                  |               |                          | | |  |

## Statistieken

### Topscorers
Eredivisie
| #      | Speler             | Goal |
| ------ | ------------------ | ---- |
| 1.     | Vito van Crooij    | 8    |
| 2.     | Tobias Lauritsen   | 7    |
| 2.     | Arno Verschueren   | 7    |
| 4.     | Sven Mijnans       | 3    |
| 5.     | Joshua Kitolano    | 2    |
| 6.     | Dirk Abels         | 1    |
| 6.     | Mario Engels       | 1    |
| 6.     | Jonathan de Guzman | 1    |
| 6.     | Koki Saito         | 1    |
| 6.     | Bart Vriends       | 1    |
| Totaal | Totaal             | 32   |

KNVB Beker
| #      | Speler           | Goal |
| ------ | ---------------- | ---- |
| 1.     | Tobias Lauritsen | 2    |
| 2.     | Jason Lokilo     | 1    |
| 2.     | Arno Verschueren | 1    |
| Totaal | Totaal           | 4    |

Totaal officiële wedstrijden
| #      | Speler             | Goal |
| ------ | ------------------ | ---- |
| 1.     | Tobias Lauritsen   | 9    |
| 2.     | Vito van Crooij    | 8    |
| 2.     | Arno Verschueren   | 8    |
| 4.     | Sven Mijnans       | 3    |
| 5.     | Joshua Kitolano    | 2    |
| 6.     | Dirk Abels         | 1    |
| 6.     | Mario Engels       | 1    |
| 6.     | Jonathan de Guzman | 1    |
| 6.     | Jason Lokilo       | 1    |
| 6.     | Koki Saito         | 1    |
| 6.     | Bart Vriends       | 1    |
| Totaal | Totaal             | 36   |

### Assists
Eredivisie
| #      | Speler             | Assist |
| ------ | ------------------ | ------ |
| 1.     | Vito van Crooij    | 6      |
| 2.     | Sven Mijnans       | 5      |
| 3.     | Mica Pinto         | 3      |
| 3.     | Koki Saito         | 3      |
| 5.     | Younes Namli       | 2      |
| 5.     | Arno Verschueren   | 2      |
| 7.     | Mike Eerdhuijzen   | 1      |
| 7.     | Mario Engels       | 1      |
| 7.     | Jonathan de Guzman | 1      |
| 7.     | Joshua Kitolano    | 1      |
| 7.     | Tobias Lauritsen   | 1      |
| 7.     | Nick Olij          | 1      |
| Totaal | Totaal             | 27     |

KNVB Beker
| #      | Speler          | Assist |
| ------ | --------------- | ------ |
| 1.     | Mario Engels    | 1      |
| 1.     | Shurandy Sambo  | 1      |
| 1.     | Mohammed Tahiri | 1      |
| Totaal | Totaal          | 3      |

Totaal officiële wedstrijden
| #      | Speler             | Assist |
| ------ | ------------------ | ------ |
| 1.     | Vito van Crooij    | 6      |
| 2.     | Sven Mijnans       | 5      |
| 3.     | Mica Pinto         | 3      |
| 3.     | Koki Saito         | 3      |
| 5.     | Mario Engels       | 2      |
| 5.     | Arno Verschueren   | 2      |
| 7.     | Mike Eerdhuijzen   | 1      |
| 7.     | Jonathan de Guzman | 1      |
| 7.     | Tobias Lauritsen   | 1      |
| 7.     | Younes Namli       | 1      |
| 7.     | Nick Olij          | 1      |
| 7.     | Shurandy Sambo     | 1      |
| 7.     | Mohammed Tahiri    | 1      |
| Totaal | Totaal             | 30     |

### Kaarten
Gele kaarten – Eredivisie
| #      | Speler             | Kreeg geel |
| ------ | ------------------ | ---------- |
| 1.     | Arno Verschueren   | 5          |
| 2.     | Vito van Crooij    | 4          |
| 3.     | Jonathan de Guzman | 3          |
| 4.     | Mike Eerdhuijzen   | 2          |
| 4.     | Tobias Lauritsen   | 2          |
| 4.     | Jeremy van Mullem  | 2          |
| 4.     | Shurandy Sambo     | 2          |
| 4.     | Bart Vriends       | 2          |
| 6.     | Dirk Abels         | 1          |
| 6.     | Joshua Kitolano    | 1          |
| 6.     | Younes Namli       | 1          |
| 6.     | Mica Pinto         | 1          |
| 6.     | Rayvien Rosario    | 1          |
| Totaal | Totaal             | 27         |

Gele kaarten – KNVB Beker
| #      | Speler         | Kreeg geel |
| ------ | -------------- | ---------- |
| 1.     | Shurandy Sambo | 1          |
| Totaal | Totaal         | 1          |

Gele kaarten – Totaal officiële wedstrijden
| #      | Speler             | Kreeg geel |
| ------ | ------------------ | ---------- |
| 1.     | Arno Verschueren   | 5          |
| 2.     | Vito van Crooij    | 4          |
| 3.     | Jonathan de Guzman | 3          |
| 3.     | Shurandy Sambo     | 3          |
| 5.     | Mike Eerdhuijzen   | 2          |
| 5.     | Tobias Lauritsen   | 2          |
| 5.     | Jeremy van Mullem  | 2          |
| 5.     | Bart Vriends       | 2          |
| 6.     | Dirk Abels         | 1          |
| 6.     | Joshua Kitolano    | 1          |
| 6.     | Younes Namli       | 1          |
| 6.     | Mica Pinto         | 1          |
| 6.     | Rayvien Rosario    | 1          |
| Totaal | Totaal             | 28         |

Rode kaarten – Eredivisie
| #      | Speler         | Weggestuurd |
| ------ | -------------- | ----------- |
| 1.     | Adil Auassar   | 1           |
| 1.     | Shurandy Sambo | 1           |
| Totaal | Totaal         | 2           |

Rode kaarten – KNVB Beker
| #      | Speler      | Weggestuurd |
| ------ | ----------- | ----------- |
| –      | geen speler | 0           |
| Totaal | Totaal      | 0           |

Rode kaarten – totaal officiële wedstrijden
| #      | Speler         | Weggestuurd |
| ------ | -------------- | ----------- |
| 1.     | Adil Auassar   | 1           |
| 1.     | Shurandy Sambo | 1           |
| Totaal | Totaal         | 2           |

Van Aanholt ·
Bais ·
Bakari ·
Van Bergen ·
Clement ·
El Dahri ·
Eerdhuijzen ·
Eiting ·
De Guzman ·
Hlynsson ·
Ideho ·
Kitolano ·
Kleijn ·
Lauritsen ·
De Ligt ·
Meissen ·
Mito ·
Nassoh ·
Olij  ·
Oufkir ·
Quintero ·
Reith ·
Reitmaier ·
Schoonderwaldt ·
Tevreden ·
Thórisson ·
Young ·
Zechiël ·
Coach: Steijn
· Assistent-coach: Boukhari
· Assistent-coach: Driessen
· Keeperstrainer: Kooiman
Ajax ·
AZ ·
SC Cambuur ·
FC Emmen ·
Excelsior ·
Feyenoord ·
Fortuna Sittard ·
Go Ahead Eagles ·
FC Groningen ·
sc Heerenveen ·
N.E.C. ·
PSV ·
RKC Waalwijk ·
Sparta Rotterdam ·
FC Twente ·
FC Utrecht ·
Vitesse ·
FC Volendam